# Okręty podwodne typu Ohio
Okręty podwodne typu Ohio – inaczej okręty podwodne Trident; amerykańskie atomowe okręty podwodne przeznaczone do przenoszenia 24 pocisków balistycznych SLBM typu Trident II D-5 z głowicami termojądrowymi. Osiemnaście wybudowanych okrętów Trident zastąpiło w amerykańskim systemie strategicznego odstraszania nuklearnego czterdzieści jeden okrętów systemu rakietowego Polaris-Poseidon. Po roku 2003 cztery okręty tego typu wycofano ze służby strategicznej, po czym przystosowano je do przenoszenia 154 pocisków manewrujących Tomahawk SLCM z konwencjonalnymi głowicami bojowymi, a także do wsparcia operacji sił specjalnych.

## Geneza
Geneza systemu rakietowego Trident sięga początku lat 60. XX wieku, kiedy – według amerykańskich ocen – rozwój radzieckiego potencjału ofensywnego i defensywnego podważył amerykańskie szanse przetrwania pierwszego uderzenia jądrowego i dokonania skutecznej odpowiedzi. Obawy w Stanach Zjednoczonych budził sowiecki postęp technologiczny w zakresie systemów naprowadzania pocisków balistycznych i technologii wielogłowicowych, co zagrażało amerykańskim siłom jądrowym w miejscach stacjonowania. Niepokój ten wzmacniany był przez rozwój radzieckiej obrony antybalistycznej i sił zwalczania okrętów podwodnych (ZOP), co z kolei mogło zachwiać możliwościami osiągnięcia celów na terytorium ZSRR przez ocalałe po pierwszym sowieckim uderzeniu amerykańskie siły strategiczne.

### Strat X
W tym samym czasie marynarka wojenna Stanów Zjednoczonych rozwijała program naukowo-badawczy systemu rakietowego SLBM Poseidon C-3, zaś siły powietrzne USA promowały program ciężkiego pocisku ICBM oznaczonego WS-120A. W poczynaniach amerykańskich tego okresu zauważalny był brak koordynacji pomiędzy różnymi formacjami sił zbrojnych w zakresie rozwoju broni strategicznych. Aby zaradzić tym problemom, w roku 1966 sekretarz obrony Robert McNamara zarządził przeprowadzenie studiów strategicznych pod kryptonimem Strat-X, których zadaniem było określenie możliwych alternatyw przeciwdziałania sowieckiemu systemowi antybalistycznemu i zwiększenie możliwości przetrwania pierwszego radzieckiego uderzenia atomowego. Jednak według niektórych relacji, pomysł zapoczątkowanego 1 listopada 1966 roku Strat-X był odpowiedzią zastępcy dyrektora Obronnych Badań Naukowych i Inżynierii (Deputy Director of Defense Research and Engineering) Lloyda Wilsona na odczuwalny w połowie lat 60. nacisk sił powietrznych na opracowanie systemu WS-120A, a także na proponowany przez armię program obrony antybalistycznej Safeguard. Wydany w sierpniu 1967 roku przez Institute for Defense Analysis „The Strat-X Report” stwierdzał:

Strat-X był studium technologicznym mającym scharakteryzować możliwe amerykańskie alternatywy odpowiedzi na spodziewane na lata 70. XX wieku rozmieszczenie sowieckiego systemu ABM i wzrost radzieckich zdolności redukcji efektywności amerykańskich sił gwarantowanego zniszczenia. W ramach tych studiów pożądane było rozważenie możliwych do zastosowania przez Stany Zjednoczone alternatyw opartych na jednolitej podstawie kosztowo-efektywnościowej, uwzględniających również alternatywy możliwe do zastosowania przez Związek Radziecki.

W pracach Strat-X uczestniczyli oficerowie United States Navy i United States Air Force oraz cywilni naukowcy i inżynierowie. Pierwszoplanowym celem zespołu było opracowanie koncepcji strategicznego systemu, mogącego dokonać skutecznego odwetowego zniszczenia radzieckich centrów miejskich i przemysłowych, drugoplanowo zaś – na tyle elastycznego, aby umożliwiał ograniczony, kontrolowany kontratak. Studium doprowadzić miało do określenia sposobu odstraszania, który w warstwie psychologicznej – przez swój „megatonowy ekwiwalent” i skuteczność działania – miał skutecznie odstręczać ZSRR od dokonania pierwszego uderzenia jądrowego. Uwzględniać też miało przewidywania co do możliwego rozwoju sowieckich precyzyjnych pocisków ICBM i sowieckiego systemu obrony antybalistycznej.

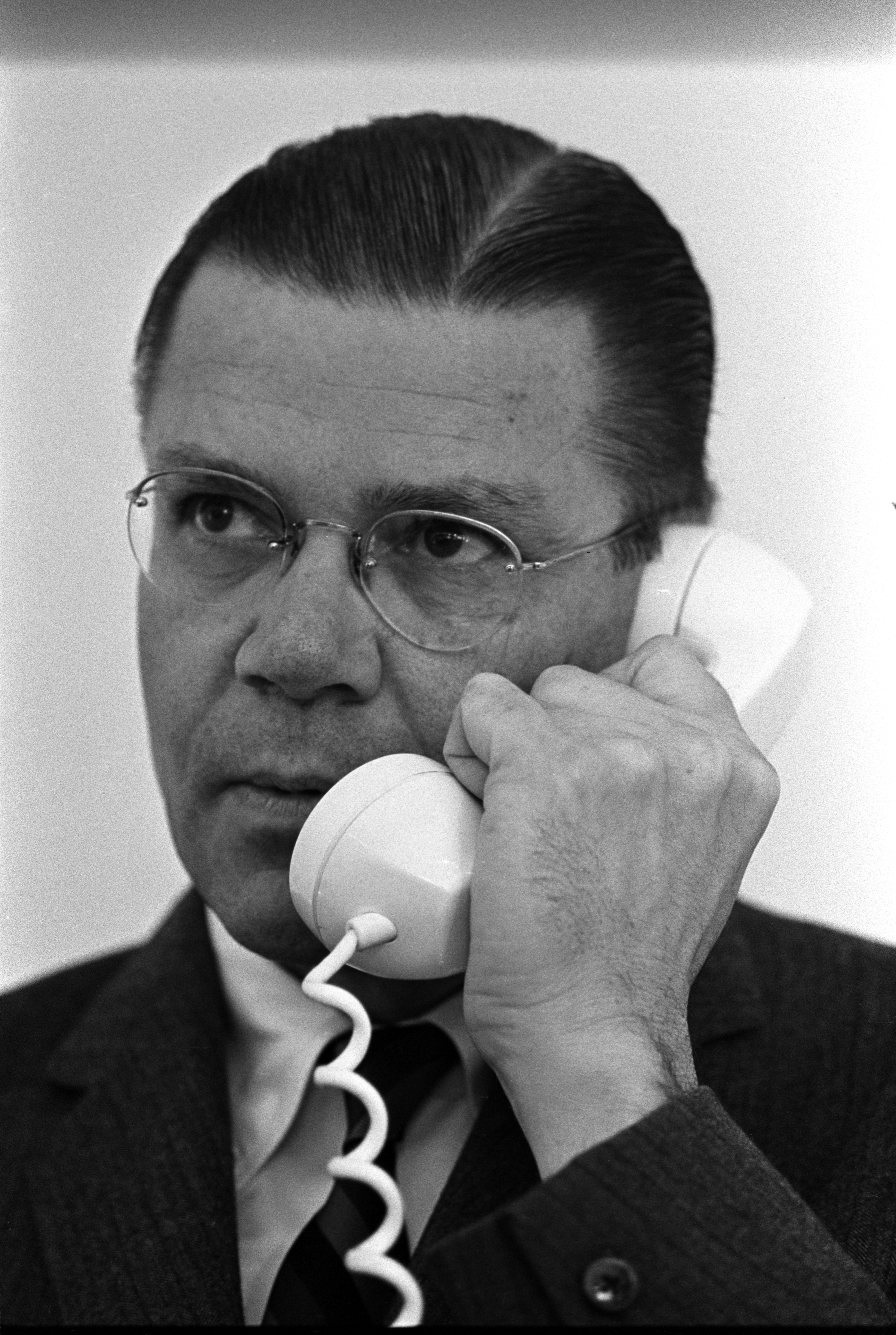
Sekretarz obrony Robert McNamara

Strat-X skupił się na rozważeniu około 125 projektów rakietowych, przy czym jedynie dwa z nich oparte były na systemach morskich. W tym ostatnim zakresie rozważano zarówno przenoszenie pocisków balistycznych przez okręty nawodne, jak też przez nowy typ okrętu podwodnego – określanego w ramach tych studiów jako suboption. Alternatywa ta oparta była na nowo opracowanych pociskach Poseidon, przenoszonych przez 31 dotychczasowych okrętów Polaris, a także od 20 do 25 okrętów nowego typu. W ostatecznych wnioskach Strat-X proponowano utworzenie czterech nowych systemów rakietowych:
- nowy system ICBM w utwardzonych silosach;
- nowy mobilny system ICBM;
- okrętowy system rakietowy dalekiego zasięgu (Ship-based Long-range Missile System – SLMS)[b];
- podwodny system rakietowy (Undersea Long-range Missile System – ULMS) o zasięgu 11 000 km[1].

Niezgodnie z żądaniem sekretarza obrony Strat-X zakładał – zamiast najlepszego systemu strategicznego – zestaw opcji lądowych i morskich. W przedstawionym w roku 1967 raporcie Strat-X wykazano jednak, że spośród elementów amerykańskiej „triady nuklearnej” największe szanse przetrwania pierwszego radzieckiego uderzenia mają systemy balistyczne umieszczone w atomowych okrętach podwodnych. Tego też rodzaju system rakietowy stał się podstawą dalszych prac pod nazwą ULMS, który ostatecznie okazał się też jedynym możliwym wówczas do zastosowania rozwiązaniem.

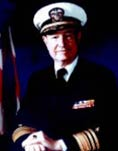
Kadm. Levering Smith

W ramach Strat-X rozważano pocisk o zasięgu 4500 do 6500 mil morskich, który przy długości 15,2 metra i średnicy 2 metrów byłby znacząco większy od dotychczasowego pocisku programu Poseidon. Koncepcja użycia tak dużego pocisku prowadziła do wstępnej wizji okrętu ULMS o wyporności na powierzchni 8240 ton i długości 135 metrów. Dwadzieścia cztery pociski przenoszone miały być w pozycji poziomej (a nie pionowej), w ochronnych kapsułach na zewnątrz kadłuba sztywnego; mogły być uwalniane z okrętu przy każdej możliwej do osiągnięcia przezeń prędkości i głębokości zanurzenia, aż do wartości maksymalnych. By uniknąć ujawnienia pozycji okrętu przez rekonstruowaną wstecz trajektorię pocisku, samo odpalenie następować miało z opóźnieniem, co miało w dużym stopniu zwiększyć szanse przetrwania jednostki. Okręt ULMS miał być napędzany siłownią jądrową, dysponując przy tym stosunkowo niewielką, nieprzekraczającą 25 węzłów prędkością. Ograniczenie prędkości spowodowane było założeniem, iż większa prędkość oznacza zwiększenie poziomu szumów okrętu, a co za tym idzie – ryzyka wykrycia, w sytuacji gdy wielki okręt balistyczny (SSBN) i tak nie zdoła wyprzedzić radzieckiego okrętu myśliwskiego (SSN).
Konkretne cele programu ULMS ustalił w lutym 1968 roku Szef Operacji Morskich US Navy, admirał Thomas H. Moorer. Programem kierować miał kontradmirał Levering Smith, który w marcu tego samego roku stanął na czele Special Projects Office (SPO), które zarządzało wcześniejszymi programami Polaris i Poseidon. W związku z zainteresowaniem marynarki programami także innych niż ULMS systemów strategicznych, zadania admirała Smitha zostały jednak rozszerzone, a samo SPO przemianowano na Strategic Systems Project Office (SSPO).

### Koncepcje okrętu ULMS
Według wstępnej wizji okręt ULMS miał mieć wyporność 8240 ton (na powierzchni) oraz długość 135 metrów. Marynarka wspierała koncepcję okrętu o konserwatywnej konstrukcji, bazującego na dotychczas dostępnych technologiach, w przeciwieństwie do dotychczasowych okrętów Polaris, przenoszącego jednak więcej niż 16 pocisków o także bardzo dużym zasięgu. Niezależnie od prac Strat-X, swoje własne prace nad koncepcją nowego systemu rakietowego prowadziło należące do US Navy biuro SPO (Special Projects Office), które dwie dekady wcześniej doprowadziło do powstania pierwszych na świecie atomowych okrętów podwodnych przenoszących pociski balistyczne. Według początkowej koncepcji SPO, nowe okręty miały mieć wyporność 18 000 ton, przy czym zasilane miały być reaktorem S5W. Okręty napędzane taką siłownią byłyby jednak zbyt powolne – osiągałyby prędkość jedynie 19–20 węzłów, zamiast 20–25 węzłów jak wcześniejsze jednostki.

#### Poziomy system rakietowy
Najpoważniejszym przedmiotem rozważań był system rakietowy nowych okrętów. Jakkolwiek na czoło wysuwał się poziomy system rakietowy, rozważano także inne opcje, w tym dodanie dodatkowej sekcji rakietowej na osiem pocisków dotychczasowym okrętom przenoszącym pociski Polaris, przedłużenie okrętów typu Los Angeles przez dodanie sekcji rakietowych mieszczących 24 pociski (analogicznie jak uczyniono wcześniej z okrętami typu Skipjack), bądź też opracowanie nowych okrętów na zmodyfikowanym planie jednostek Polaris.
Według pierwotnej koncepcji pociski balistyczne przenoszone miały być w pozycji poziomej (a nie pionowej), na zewnątrz kadłuba sztywnego w ochronnych kapsułach. Według tych założeń pociski mogły być uwalniane z okrętu przy każdej możliwej do osiągnięcia przez okręt prędkości oraz głębokości zanurzenia. Aby uniknąć ujawnienia pozycji okrętu przez śledzoną wstecz trajektorię pocisku, jego odpalenie następować miało z opóźnieniem – co miało w wielkim stopniu zwiększyć szanse przetrwania jednostki. Użycie zewnętrznych kapsuł pocisków prowadzić miało także do zmniejszenia niezbędnej wyporności okrętu w przeliczeniu na dany ładunek broni. Okręt według koncepcji Strat-X ULMS mógł przenosić 24 pociski w pozycji horyzontalnej, przy wymiarach 443 × 59 x 32 stopy (135 × 17,9 x 9,7 metra) i wyporności 8240 ton. W koncepcji z wczesnych lat siedemdziesiątych wymiary te wzrosły do 500 × 55 x 38 stóp (152 × 17 × 12 metrów) i wyporności 12 000 ton. Dla porównania: rzeczywiste wymiary okrętów Ohio, wyposażonych w 24 wewnętrzne wyrzutnie pionowe mniejszych pocisków, wynoszą odpowiednio 560 × 42 x 35,5 stopy (171 × 13 × 11 metrów) przy wyporności 18 000 ton. Zdaniem jednak kontradmirała Smitha, koncepcja poziomego systemu rakietowego miała zostać wprowadzona do nowej konstrukcji wyłącznie wtedy, jeśliby dowiedziono jej wartości. W tej sytuacji stocznię Electric Boat poproszono o przygotowanie studium wykonalności zarówno dotychczas stosowanych, klasycznych wyrzutni pionowych, jak i systemu poziomego. Osobno o przedstawienie swoich studiów poproszeni zostali kooperanci w budowie systemu, w tym przedsiębiorstwa związane z przemysłem rakietowym. Ci ostatni zasadniczo skłaniali się ku systemowi poziomemu, podczas gdy reprezentanci przemysłu stoczniowego optowali za tradycyjnym systemem wertykalnym. W roku 1969 stocznie Electric Boat i San Francisco Bay Naval Shipyard zostały poproszone o przedstawienie swoich koncepcji całych okrętów ULMS, zaś w grudniu tego samego roku stocznia Mare Island Naval Shipyard zakończyła opracowywanie trzech koncepcji kadłuba nowych okrętów, opartych na zewnętrznych względem kadłuba sztywnego wyrzutniach. Dwie z tych koncepcji, „FISHBONE” i „D-FRAME”, oparte były na zaawansowanych technicznie konstrukcjach kadłuba sztywnego. Koncepcja „FISHBONE” bazowała na dotychczas stosowanym niezaokrąglonym przekroju poprzecznym kadłuba sztywnego w sekcji rakietowej okrętu, poprzez częściowe wbudowanie kontenerów mieszczących pociski w kadłub sztywny. Natomiast koncepcja „D-FRAME” zakładała użycie płaskich kontenerów zewnętrznych między kadłubem sztywnym a lekkim. W trzeciej koncepcji, opracowanej przez zespół ULMS stoczni Mare Island, kontenery rakietowe umieszczone miały być na zewnątrz kadłuba lekkiego (w wodzie), z zapewnieniem dostępu do nich zarówno od wewnątrz, jak i – w porcie – z zewnątrz okrętu. Stocznia Electric Boat zaoferowała cztery konfiguracje całych okrętów: jedną z zewnętrznymi „mokrymi” kontenerami startowymi oraz trzy konfiguracje „wewnętrzne” – pojedynczego kadłuba, kadłuba podwójnego oraz kadłuba o okrągłym przekroju.
Opracowujący do tej pory pociski SLBM Lockheed opowiedział się jednakże za tradycyjną konfiguracją – jako sprawdzoną, która pozwoli uniknąć trudnych na tym etapie nawet do przewidzenia problemów technicznych. Wyrzutnie poziome z pociskami pozostawianymi w wodzie były również trudne do zaakceptowania z przyczyn politycznych. W rzeczywistości bowiem żadna administracja prezydencka nie zgodziłaby się na pozostawianie broni jądrowej „bez opieki”, nawet na krótki czas.

#### System napędowy
Okręt ULMS miał być wyposażony w napęd jądrowy, dysponując przy tym stosunkowo niewielką prędkością – nieprzekraczającą 25 węzłów. Ograniczenie prędkości spowodowane było założeniem, iż większa prędkość oznacza zwiększenie poziomu szumów okrętu, a co za tym idzie zwiększenie ryzyka wykrycia, podczas gdy wielki okręt balistyczny (SSBN) i tak nie ucieknie radzieckiemu okrętowi myśliwskiemu (SSN). Rezygnacja z dużej prędkości maksymalnej jednostek Trident i ich wyciszenie nie niweczyło jednakże możliwości choćby przypadkowego wykrycia okrętu. Stąd też jednostki te miały być wystarczająco szybkie, aby ścigający okręt nie mógł utrzymać kontaktu sonarowego przy zastosowaniu znanych ówcześnie (w okresie projektowania) i przewidywanych technologii. Ponadto okręt dysponować miał wystarczająca mocą, aby być w stanie szybko wynurzyć się przy zastosowaniu jedynie „lotu” na sterach w wypadku uszkodzenia czy nawet zalania. Także ryzyko niekontrolowanego zanurzania się miało być zmniejszone, między innymi przez impet okrętu osiągany np. dzięki jego wielkości i niezbędnej w tym celu mocy siłowni. Odpowiednią moc systemu napędowego zamierzano początkowo osiągnąć dzięki zastosowaniu dwóch reaktorów S6G i dwóch śrub, które pozwoliłyby osiągnąć prędkość 25–27 węzłów okrętowi o wyporności nawet 38 000 ton. Stanowiło to pierwszą od wielu lat próbę powrotu US Navy do napędu na dwie śruby. Koncepcja ta wychodziła z założenia, że układ dwóch śrub w geometrii „ogona bobra” – zastosowany choćby w sowieckich okrętach projektu 941 (Tajfun) – jest znacząco lepszy od konwencjonalnego układu dwuśrubowego, chociaż jej autorzy zdawali sobie równocześnie sprawę z faktu, że system taki jest z kolei gorszy od układu jednośrubowego. Dodatkowo wielkość samego okrętu wydawała się niepraktyczna, a admirał Rickover przekonywał, że okręty Trident winny być napędzane jednym reaktorem. Rickover podjął się zadania opracowania nowego reaktora S8G – opartego na naturalnej cyrkulacji chłodziwa o wystarczającej jednakże mocy. Reaktor ten opracowano na podstawie konstrukcji zastosowanego na USS „Narwhal” reaktora S5G NCR, zapewniał jednak dwukrotnie większą moc wyjściową.

#### Rozwój koncepcji
W lipcu 1968 roku SPO, zarządzające programami Polaris i Posejdon, przemianowano na Strategic Systems Project Office (SSPO), a na jego czele stanął kontradmirał Levering Smith, który podobnie jak poprzednio admirał Raborn – ojciec systemu Polaris – nie miał doświadczenia w zakresie okrętów podwodnych. On też podjął decyzję o rezygnacji z nowatorskiego systemu poziomego ulokowania pocisku. Z czasem jednak SSPO traciło stopniowo wpływ na program ULMS. W związku z zabiegami admirała Rickovera – ówcześnie zastępcy asystenta sekretarza marynarki – Dowództwo Operacji Morskich US Navy utworzyło odrębne biuro projektu ULMS, na którego czele stanął kontradmirał Harvey E. Lyon, oficer okrętów podwodnych, natomiast kierowanemu przez Smitha SSPO pozostawiono kontrolę nad programem systemu rakietowego nowej jednostki. Wkrótce potem należąca do General Dynamics stocznia Electric Boat otrzymała kontrakt na opracowanie projektu nowego okrętu. Mający duży wpływ na projekt szef zarządu napędu atomowego US Navy (Nuclear Propulsion Directorate), adm. Rickover, dążył do zamiany proponowanego dla nowego typu okrętu reaktora S5G o mocy 17 000 KM na silniejszą jednostkę o mocy 60 000 KM, a także do skonstruowania dużego kadłuba, zdolnego pomieścić 24 pociski balistyczne. Ostatecznie postanowiono zbudować okręt korzystający z reaktora S8G, napędzającego jedną śrubę przez dwie turbiny parowe. Końcowy projekt przewidywał okręty o wyporności 16 700 ton na powierzchni i 18 700 ton w zanurzeniu, przy długości 170,7 metra, z dwudziestoma czterema pionowymi wyrzutniami pocisków SLBM, dysponującymi oficjalnie prędkością maksymalną około 25 węzłów. Przy projektowaniu ULMS szczególny nacisk położono na wyciszenie okrętów, zwłaszcza ich systemu napędowego. Istnieją relacje, z których wynika, że końcowy efekt przewyższył wymagania w tym zakresie, zwłaszcza przy niskich prędkościach, gdy napęd używa naturalnej cyrkulacji chłodziwa w procesie konwekcji zamiast cyrkulacji wymuszonej.

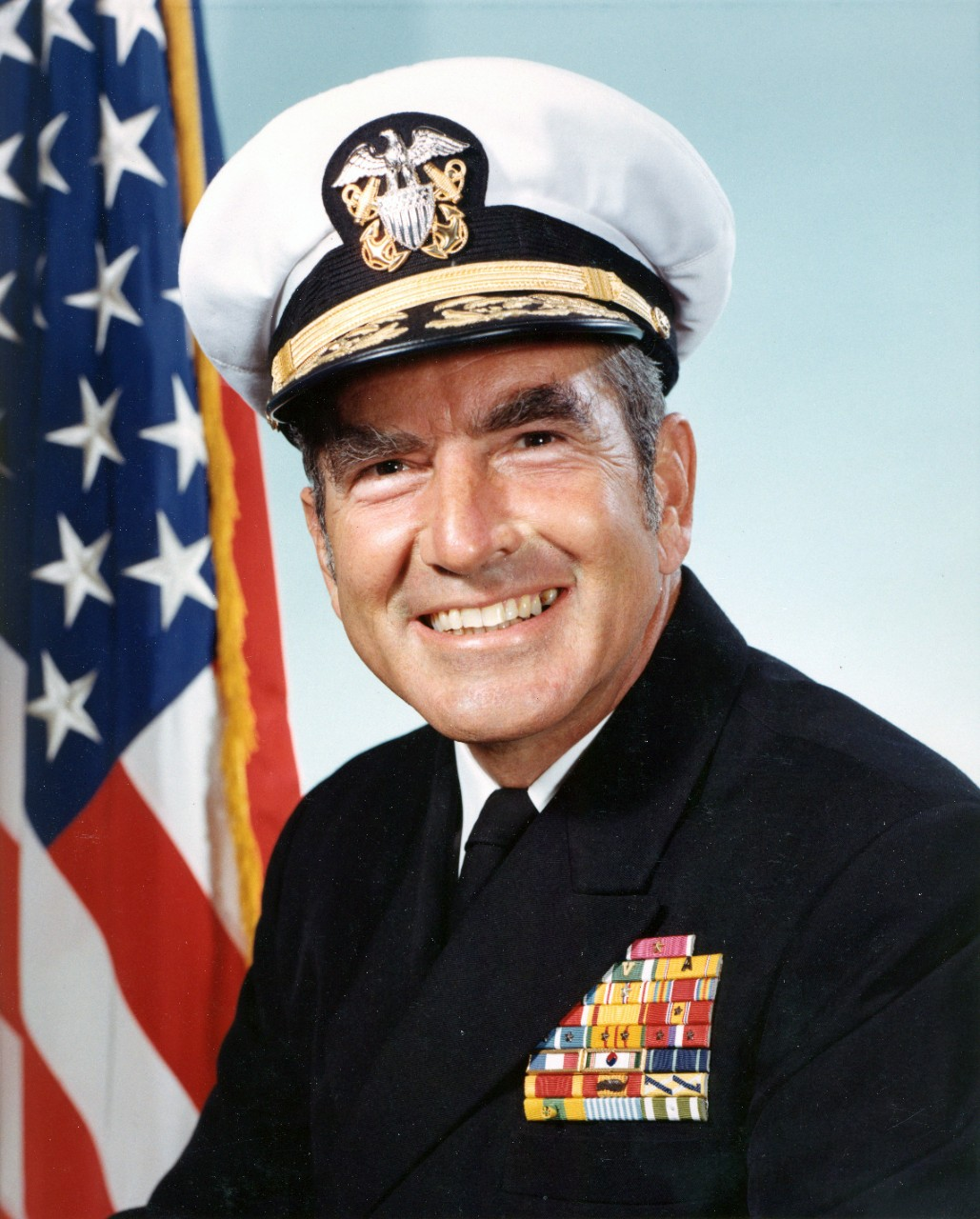
Adm. Elmo Zumwalt, Szef Operacji Morskich US Navy

Admirał Rickover i ówczesny szef operacji morskich admirał Elmo Zumwalt naciskali na Kongres w celu akceptacji programu ULMS, który 16 maja 1972 roku otrzymał nazwę Trident. Program ten budził bowiem spore kontrowersje – część członków Kongresu i organizacje sprzeciwiające się broni jądrowej lobbowały przeciwko Tridentom. Obie strony w argumentacji posługiwały się przy tym – wykorzystywanym dla swoich celów – traktatem SALT. Sytuację jeszcze bardziej skomplikowało przejęcie urzędu prezydenckiego Stanów Zjednoczonych przez Jimmy’ego Cartera, który pierwotnie chciał nawet ograniczyć liczbę pocisków SLBM do 200 sztuk. W styczniu 1980 roku sekretarz obrony Cartera Harold Brown ogłosił plan budowy zupełnie nowego typu okrętów, tańszej alternatywy dla typu Ohio. Administracja Cartera wyasygnowała 106 milionów dolarów na badania i rozwój mniejszego, niskobudżetowego strategicznego okrętu rakietowego, co dla wielu obserwatorów oznaczało odsunięcie programu Trident na boczny tor. Sytuację zmieniła jednak porażka wyborcza Cartera z Ronaldem Reaganem. Jako część reaganowskiego strategicznego programu sześciuset okrętów (600-ship Navy) Trident uzyskał znaczny priorytet, z planem budowy jednego okrętu rocznie. Kłopoty natury organizacyjno-technicznej napotykał jednak program pocisku. Doprowadziło to do przedstawienia przez SSPO tymczasowej alternatywy w postaci pocisku EXPO (Extended Range Poseidon). Został on przedstawiony jako broń na 1972 rok – wiele lat wcześniej od docelowego pocisku dla okrętów Trident, o mniejszym jednak zasięgu. EXPO był pociskiem stanowiącym rozwinięcie istniejących pocisków Polaris – Poseidon, miał zasięg 4000 mil morskich (7410 km) i mógł przenosić do ośmiu głowic MIRV o mocy 100 kiloton każda. Ostatecznie nazwany Trident I C-4, mógł być umieszczony na dotychczasowych okrętach Polaris – Poseidon, jak i w nowych okrętach Trident do czasu pozyskania docelowego pocisku o dalekim zasięgu. Pierwsze kontrakty związane z konstrukcją, rozwojem i budową pocisków C-4 i docelowego D-5 zawarto z Lockheed Corporation – firmą z doświadczeniem nabytym przy produkcji pocisków Polaris i Poseidon. W rzeczywistości pierwsze dwa stopnie napędowe EXPO/Trident C-4 zostały zaczerpnięte z pocisku Poseidon. Natomiast jako alternatywę dla głowic MIRV (W76/Mk-4) pocisku C-4 przygotowywano głowicę typu Maneuvering Reentry Vehicle (MaRV) – Mk 500 Evader, służącą do przełamywania systemu obrony antybalistycznej, jednakże mimo przeprowadzenia z sukcesem kilku testów tej głowicy, jej programu nigdy nie ukończono.

## Budowa okrętów
Podstawowy projekt okrętów Trident został ukończony w marcu 1971 roku – w trakcie negocjacji nad traktatem SALT I. Ten moment ukończenia projektu wywołał zaniepokojenie prezydenta Richarda Nixona o możliwość takiego przyspieszenia programu, aby nowy system rakietowy mógł wejść do służby operacyjnej w trakcie pięciu pierwszych lat obowiązywania traktatu. Jednak przez całe lata siedemdziesiąte program nękany był opóźnieniami, problemami technicznymi, przekroczeniami kosztów oraz procesami sądowymi. W efekcie, podczas gdy oryginalne plany zakładały dostarczenie marynarce pierwszego okrętu w grudniu 1977 roku, jednostka prototypowa typu rozpoczęła próby morskie dopiero w czerwcu 1981 roku. W porównaniu do sukcesu programu okrętów Polaris, konstrukcja okrętów Trident – z punktu widzenia public relations – okazała się katastrofą. Wiele problemów spowodowanych było w dużej mierze decyzją o przyspieszeniu programu, a także przyjętymi rozwiązaniami w zakresie kosztów budowy. W Stanach Zjednoczonych pierwsze okręty serii budowane są zwykle w ramach kontraktu z ogólnie ujętymi kosztami z pewną premią finansową dla stoczni, której wysokość uzależniona jest od tego, jak bardzo rzeczywisty koszt zbliżony jest do założonej kwoty („cost-plus contract”). W związku z wieloma niepewnymi czynnikami, trudno bowiem ustalić sztywny koszt budowy. Admirał Rickover wyznawał jednak pogląd, że okręty Trident winny być budowane w oparciu o kontrakt ze sztywno zapisaną ceną, dzięki któremu stocznia zyskuje większą marżę, ale też sama ponosi odpowiedzialność za przekroczenie ustalonego kosztu. Jak twierdził, nowe okręty będą podobne do jednostek Polaris, a wiele nowych komponentów – jak np. reaktor – będzie po prostu dostarczone przez rząd. Budowa powinna być w związku z tym zadaniem prostym i obarczonym niewielkim ryzykiem. Rickoverowi udało się też w 1972 roku przekonać Kongres, iż dostarczenie pierwszego okrętu do 1977 roku będzie prostą sprawą, co więcej – powinno to zostać osiągnięte tak niskim kosztem, jak to tylko możliwe przy kontrakcie opiewającym na sztywną kwotę. Ten punkt widzenia nie był całkowicie podzielany przez jedyne dwie stocznie zdolne do budowy okrętów Trident: General Dynamics' Electric Boat Division (GD/EB) w Groton w stanie Connecticut oraz Newport News Shipbuilding & Drydock Company (NNS) w Newport News w stanie Wirginia. Marynarka otrzymała oferty tych stoczni 5 listopada 1973 roku, żadna jednak nie odpowiadała terminowi wykonania określonemu w złożonym przez US Navy zapytaniu. Newport News oferowała dostawę w maju 1981 roku przy kontrakcie cost-plus ze sztywno określoną premią, Electric Boat natomiast przygotowany był do dostarczenia okrętu w kwietniu 1979 roku, przy kontrakcie cost-plus z premią zmienną. Żadna z tych ofert nie była akceptowalna dla marynarki – w tym zwłaszcza dla admirała Rickovera, który obiecał dostawę do grudnia 1977 roku i to w oparciu o kontrakt o sztywnej wartości.

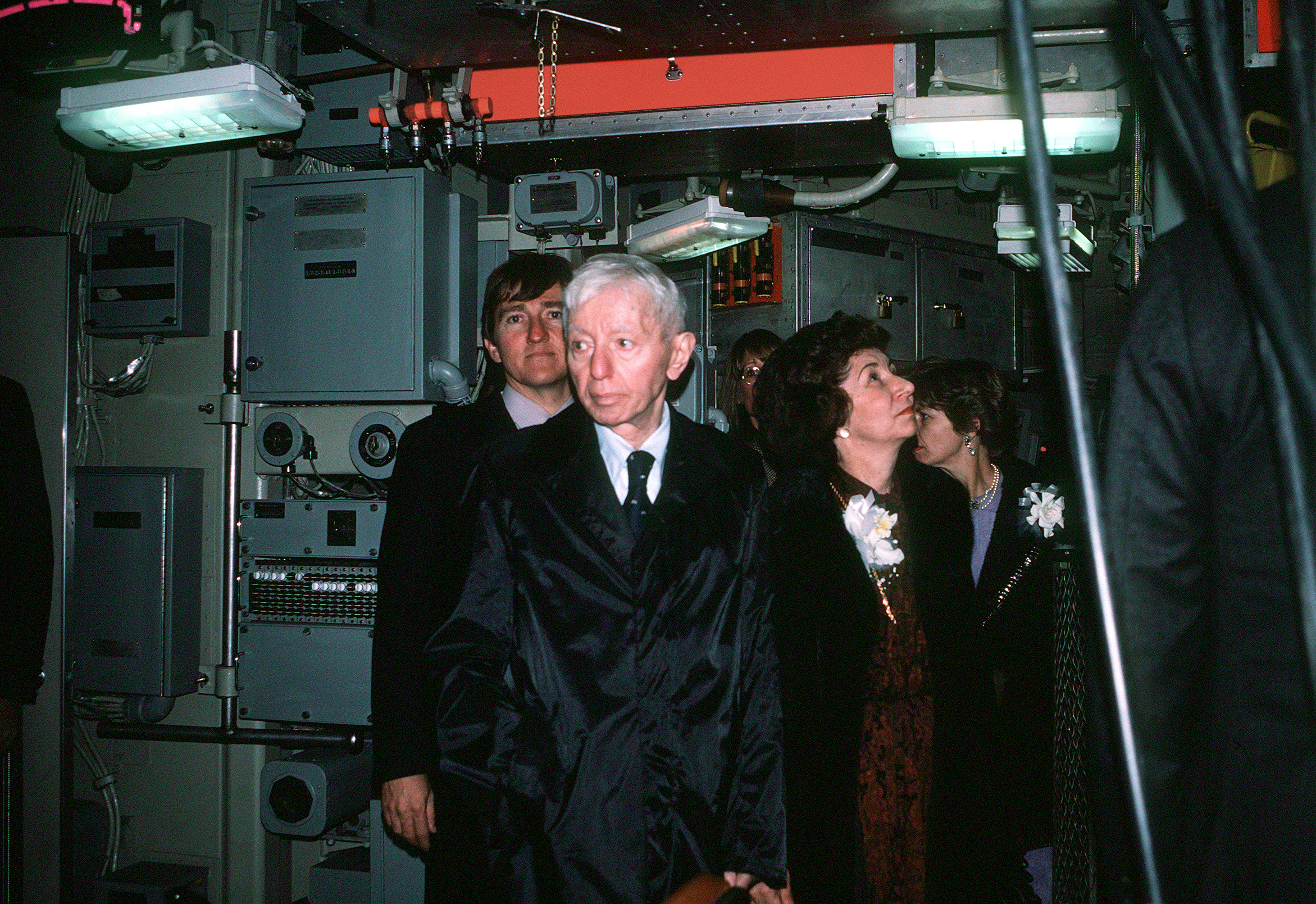
Hyman Rickover wewnątrz USS „Ohio” tuż po ceremonii przyjęcia okrętu do służby

W rzeczywistości obydwie stocznie nękane były problemami przy budowie najnowszych okrętów myśliwskich typu Los Angeles. Newport News miała problemy z budową pięciu pierwszych jednostek tego typu, kiedy więc nadszedł czas zamówienia kolejnych jedenastu jednostek 688, jej oferta uważana była przez marynarkę za zbyt drogą. NNS, obok okrętów, budowała także cywilne statki handlowe i w rzeczywistości nie potrzebowała finansowego ryzyka związanego z ofertą budowy kolejnych 688 przy niskim koszcie. Electric Boat natomiast, jakkolwiek miała tylko jednego klienta – US Navy – i tylko w zakresie okrętów podwodnych, także miała problemy z 688. Jednak w 1971 roku szefem General Dynamics został ambitny David Lewis, który pod naciskiem admirała Rickovera przebił ofertę Newport News na budowę kolejnych jedenastu okrętów typu Los Angeles. Uczynił to jednak w 1973 roku, tuż przed terminem złożenia ofert na budowę okrętów Trident, w związku z czym stocznia Electric Boat była zobowiązana do budowy dużej liczby okrętów za cenę i w terminach, które nie mogły być dotrzymane. W listopadzie 1973 roku marynarka otrzymała ofertę Electric Boat na zasadzie kontraktu cost-plus z terminem dostarczenia pierwszej jednostki Trident w roku 1979, jednak już w grudniu tego samego roku Rickover przekonał Lewisa do modyfikacji oferty i budowy okrętów przy kontrakcie opartym na sztywnym koszcie (fixed-price contract), ustalonym jednak wysoko. Po przedłużonych negocjacjach marynarka ustaliła następnie z Electric Boat fixed-price contract z kosztem jednostkowym 285,4 mln dolarów, z niezwykle jednak wysokim najwyższym pułapem ceny 385,4 mln dolarów, powyżej której marynarka zobowiązała się do pokrycia 85 procent przekroczenia. Electric Boat zobowiązała się także do podjęcia wszelkich starań celem dostarczenia pierwszego okrętu do grudnia 1979 roku, jednakże jako gwarantowaną datę dostawy ustalono kwiecień 1979 roku. Porozumienie nie nakładało na stocznię żadnej kary za opóźnienie. Kontrakt, który ostatecznie zawarto 25 lipca 1974 roku, dawał też Electric Boat perspektywy na więcej zamówień niż stocznia przy ówczesnym obciążeniu była w stanie terminowo wykonać.
Podjęta przez Rickovera i marynarkę próba ratowania własnej twarzy polegała na wprowadzeniu do kontraktu kosmetycznych – niczego w rzeczywistości nie gwarantujących zapisów, które miały sprawiać wrażenie oparcia umowy na zasadzie sztywnego kosztu oraz dostawy okrętu w obiecanym Kongresowi terminie grudnia 1977 roku. W rzeczywistości, w późnych latach siedemdziesiątych stocznia Electric Boat uświadomiła sobie, iż zobowiązała się do budowy zbyt wielu okrętów w zbyt krótkim czasie. Oczekiwania wzrostu mocy produkcyjnych, które były podstawą złożenia oferty opartej na niższym koszcie nie spełniły się, zaś okręt prototypowy typu Ohio, który miał być dostarczony w roku 1977, został ostatecznie dostarczony dopiero w roku 1981, po aż sześciokrotnych oficjalnych zmianach terminu. Wśród problemów programu Trident nie bez znaczenia były także kontrowersje personalne wokół admirała Rickovera, które spowodowane były zarówno jego cechami osobistymi, jak i podejmowanymi przez niego decyzjami merytorycznymi. Chaos w programie Trident, powstały w dużej mierze dzięki poczynaniom Rickovera, stał się jednym z powodów rozgoryczenia w marynarce w drugiej połowie lat siedemdziesiątych, a także zmuszenia admirała przez sekretarza marynarki Johna Lehmana do odejścia na emeryturę na początku lat osiemdziesiątych. Ów chaos w programie doprowadził wkrótce także do pogorszenia relacji marynarki z Electric Boat. Rickover, który począwszy od budowy USS „Nautilus” faworyzował Electric Boat przed innymi stoczniami, teraz zaczął przemawiać przeciwko niej.

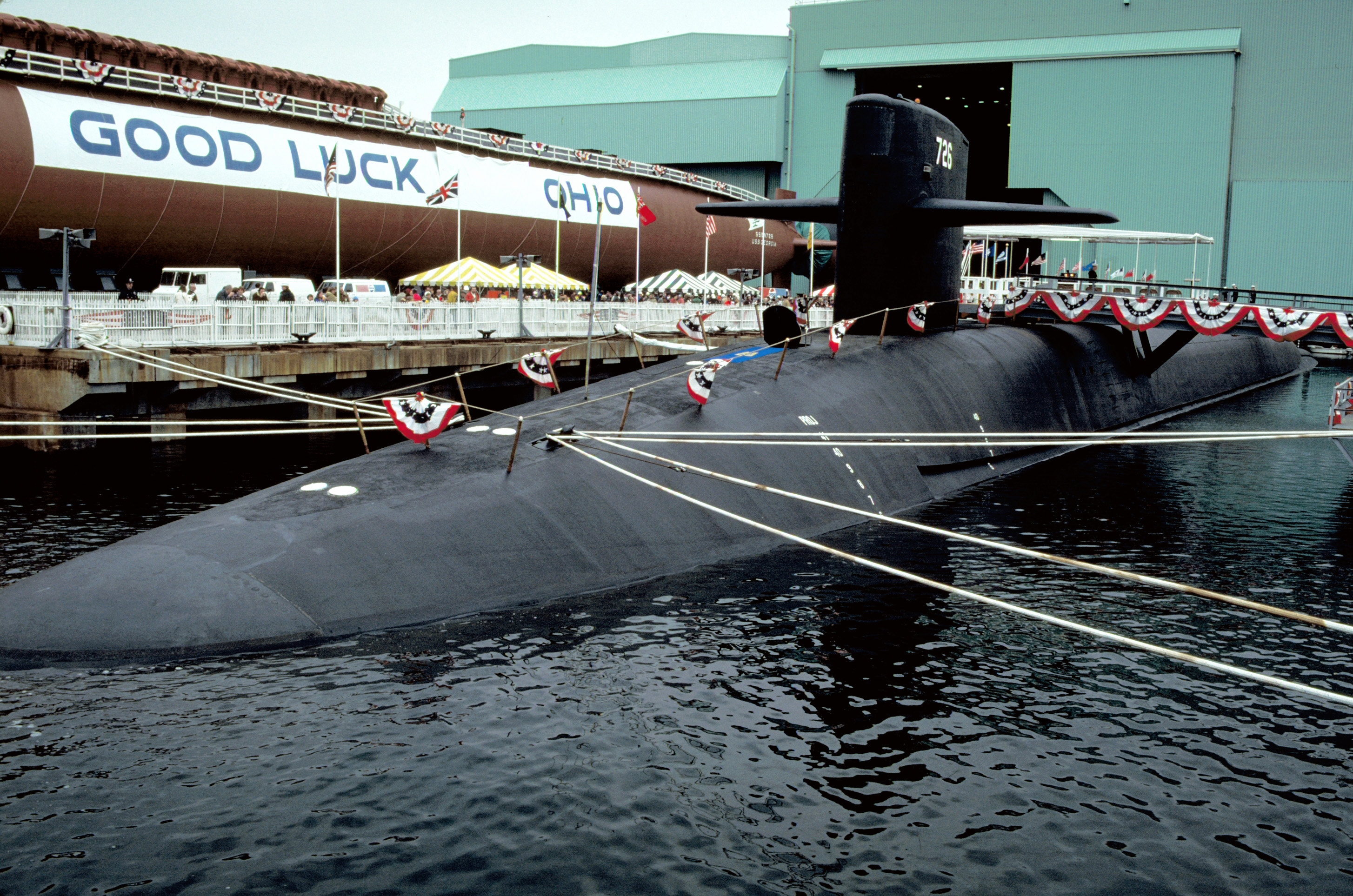
USS „Ohio” w trakcie ceremonii przyjęcia do służby

Jednocześnie admirał, który statutowy wiek emerytalny osiągnął w 1962 roku, dzięki politycznemu wsparciu w Kongresie skutecznie utrzymywał się na swoim stanowisku szefa departamentu napędu jądrowego, z ogromnym wpływem na całość programów okrętów podwodnych US Navy. Administracja prezydenta Reagana świadoma jednak destruktywnej roli Rickovera w ostatnich latach – dzięki dużej politycznej sile przebicia w Kongresie sekretarza marynarki Lehmana – zdołała dokonać rzeczy, której nie udało się osiągnąć poprzednikom – zmusić admirała Rickovera do odejścia. 13 listopada 1981 roku – dwa dni po wejściu do służby pierwszego okrętu Trident – John Lehman ogłosił, że admirał Rickover zostanie zwolniony z czynnej służby w styczniu 1982 roku.
Po intensywnej debacie w 1974 roku wyasygnowano środki finansowe na pierwszy okręt typu Ohio. Plany przewidywały zapoczątkowanie serii dziesięcioma jednostkami, ze schematem oddawania do służby w postaci 1-3-3-3 w kolejnych latach pomiędzy rokiem 1977 a 1982. Okręty te zastąpić miały 10 jednostek, które nie zostały do tej pory wyposażone w pociski Poseidon. W rzeczywistości zamiast zamówień w odpowiednim stosunku w latach 1974–1977, w roku 1975 zamówiono jedynie dwie jednostki, po jednym okręcie w latach 1976–1977 oraz dwa w roku 1978. Żaden okręt nie został zamówiony w roku 1979, później jednak zamówienia wznowiono – po jednej jednostce rocznie, z wyjątkiem 1982 roku – kiedy nie zawarto żadnego kontraktu z powodu sporu z General Dynamics. Pierwszy plan przewidywał całkowitą liczbę 20 okrętów typu Ohio, zwiększoną następnie do 24. Jednakże w 1991 roku anulowano programy budowy ostatnich pięciu jednostek. Środki finansowe na zapoczątkowanie budowy każdej z nich miały być zapisane w budżecie na lata 1990-1995. Okręt prototypowy – „Ohio” został zwodowany w Electric Boat 7 kwietnia 1979 r. W tym czasie był on największym okrętem podwodnym kiedykolwiek zbudowanym na świecie.
Okręt został przyjęty do służby w US Navy 11 listopada 1981 roku, dając początek nowej rodzinie okrętów podwodnych typu Ohio. „Ohio” wyszedł na pierwszy patrol 1 października 1982 roku, przenosząc 24 pociski Trident I C-4, które swój pierwszy udział w patrolu zaznaczyły już w październiku 1979 r., pod pokładem okrętu Polaris USS „Francis Scot Key”. W celu zademonstrowania elastyczności okrętów Polaris, również 11 innych starszych jednostek zostało przezbrojonych w nowe pociski.
We wczesnych latach 80. XX wieku Marynarka Wojenna USA planowała zbudować dwadzieścia cztery okręty typu Ohio z łącznie 576 pociskami SLBM. Jednostki te miały zastąpić 41 wcześniejszych okrętów Polaris – Poseidon z 656 SLBM. Na skutek traktatu SALT I z 1972 r., w celu umożliwienia wejścia do służby pierwszych okrętów Trident, ze służby wykreślony został „Theodore Roosevelt” oraz „Abraham Lincoln”. Okręty te stały się pierwszymi wycofanymi ze służby okrętami SSBN. W roku 1990, uwzględniając postanowienia traktu START I oraz przedstawiony przez prezydenta George’a W. Busha Seniora przegląd floty (który skłaniał się ku potrzebie posiadania 18 okrętów tego typu), Kongres Stanów Zjednoczonych zalecił ograniczenie liczby okrętów do 18 jednostek. Budowa ostatniego – osiemnastego – okrętu Trident została autoryzowana przez prezydenta w 1990 roku. Kiedy w 1997 roku zakończono budowę, wszystkie 41 okrętów Polaris – Poseidon zostały wykreślone ze służby z wyjątkiem dwóch okrętów przebudowanych dla celów operacji specjalnych. Przez cały okres zimnej wojny Stany Zjednoczone wyprodukowały trzy okręty rakietowe (1 klasy SSG i 2 SSGN) oraz 59 okrętów balistycznych (klasy SSBN).
Z wyjątkiem USS „Henry M. Jackson”, okręty typu Ohio otrzymały nazwy stanów USA Ohio – „Ohio”, Michigan, Floryda – „Florida”, Georgia – „Georgia”, Alabama – „Alabama”, Alaska – „Alaska”, Nevada – „Nevada”, Tennessee – „Tennessee”, Pensylwania – „Pennsylvania”, Wirginia Zachodnia – „West Virginia”, Kentucky – „Kentucky”, Maryland – „Maryland”, Nebraska – „Nebraska”, Rhode Island – „Rhode Island”, Wyoming – „Wyoming”, Luizjana – „Louisiana”. Piąty w kolejności okręt – USS „Henry M. Jackson”, zamówiony pierwotnie jako „Rhode Island”, otrzymał nazwę na cześć zmarłego w 1983 roku senatora Henry’ego „Scoop” Jacksona.
|                                   | Kontrakt | Początek budowy      | Wodowanie            | Przyjęcie do służby  |
| --------------------------------- | -------- | -------------------- | -------------------- | -------------------- |
| USS „Ohio” (SSBN-726)             | 1974     | 10 kwietnia 1976     | 7 kwietnia 1979      | 11 listopada 1981    |
| USS „Michigan” (SSBN-727)         | 1975     | 4 kwietnia 1977      | 26 kwietnia 1980     | 11 września 1982     |
| USS „Florida” (SSBN-728)          | 1975     | 9 czerwca 1977       | 14 listopada 1981    | 18 czerwca 1983      |
| USS „Georgia” (SSBN-729)          | 1976     | 7 kwietnia 1979      | 6 listopada 1982     | 11 lutego 1984       |
| USS „Henry M. Jackson” (SSBN-730) | 1977     | 19 stycznia 1981     | 15 października 1983 | 6 października 1984  |
| USS „Alabama” (SSBN-731)          | 1978     | 27 sierpnia 1981     | 19 maja 1984         | 25 maja 1985         |
| USS „Alaska” (SSBN-732)           | 1978     | 9 marca 1983         | 12 stycznia 1985     | 25 stycznia 1986     |
| USS „Nevada” (SSBN-733)           | 1980     | 8 sierpnia 1983      | 14 września 1985     | 16 sierpnia 1986     |
| USS „Tennessee” (SSBN-734)        | 1981     | 9 czerwca 1984       | 13 grudnia 1986      | 17 grudnia 1988      |
| USS „Pennsylvania” (SSBN-735)     | 1983     | 10 stycznia 1984     | 23 kwietnia 1988     | 9 września 1989      |
| USS „West Virginia” (SSBN-736)    | 1984     | 24 października 1987 | 14 października 1989 | 20 października 1990 |
| USS „Kentucky” (SSBN-737)         | 1985     | 18 grudnia 1987      | 11 sierpnia 1990     | 13 lipca 1991        |
| USS „Maryland” (SSBN-738)         | 1986     | 18 grudnia 1989      | 15 czerwca 1991      | 13 czerwca 1992      |
| USS „Nebraska” (SSBN-739)         | 1987     | 26 maja 1987         | 15 sierpnia 1992     | 10 lipca 1993        |
| USS „Rhode Island” (SSBN-740)     | 1988     | 1 grudnia 1990       | 17 lipca 1993        | 9 lipca 1994         |
| USS „Maine” (SSBN-741)            | 1989     | 4 kwietnia 1989      | 16 lipca 1994        | 29 lipca 1995        |
| USS „Wyoming” (SSBN-742)          | 1991     | 27 stycznia 1990     | 15 lipca 1995        | 13 lipca 1996        |
| USS „Louisiana” (SSBN-743)        | 1992     | 19 grudnia 1990      | 27 lipca 1996        | 6 września 1997      |

## Konstrukcja i wyposażenie

### Kadłub i struktura
Kadłub sztywny typu Ohio zbudowany jest ze stali HY-80, w konstrukcji umożliwiającej – według danych oficjalnych – bezpieczne zanurzenie okrętu na głębokość „większą niż 800 stóp” (ok. 244 m), najprawdopodobniej jednak rzeczywista bezpieczna maksymalna głębokość zanurzenia jest większa niż 1000 stóp (300 m). Kadłub lekki okrętu w standardowej konfiguracji SSBN ma długość 560 stóp (170,69 m), zaś maksymalna szerokość okrętu mierzona wraz z rozpiętością powierzchni sterowych (beam) wynosi 42 stopy (10,06 m). Przy takich wymiarach wyporność okrętu na powierzchni wynosi 16 764 tony oraz 18 750 ton w zanurzeniu.

1. Sferyczna antena sonaru, 2. Dziobowe i rufowe główne zbiorniki balastowe, 3. Centrum komputerowe, 4. Centrum łączności, 5. Centrum hydroakustyczne, 6. Okrętowe centrum zarządzania i sterowania, 7. Centrum nawigacyjne, 8. Centrum kontroli pocisków rakietowych, 9. Maszynownia, 10. Przedział reaktora, 11. Pomocnicza jednostka maszynowa nr 1, 12. Pomieszczenia sypialne załogi, 13. Pomocnicza jednostka maszynowa nr 2, 14. Przedział torpedowy, 15. Mesa oficerska, 16. Kwatery bosmańskie, 17. Przedział rakietowy.

Kadłub sztywny ze stali HY-80 ma kształt cylindryczny, wsparty cylindrycznymi ramami i zamknięty półkulistymi zakończeniami na obu końcach. Wielkość składającego się w większości z trzech poziomów pokładów kadłuba sztywnego zapewnia przestrzeń dla broni, załogi, systemu napędowego oraz wyposażenia. Projekt okrętów tego typu dzieli wewnętrzny kadłub na cztery główne sekcje: przednią – mieszczącą torpedy, systemy kontroli oraz przestrzeń życiową załogi, dalej w kolejności: rakietową, reaktora oraz inżynieryjną. Uwagę zwraca przy tym część życiowa załogi – najbardziej komfortowa ze wszystkich dotychczasowych typów amerykańskich okrętów podwodnych.
Opływowy natomiast kształt kadłuba zewnętrznego typu albacore umożliwia okrętom Trident cichy ruch w wodzie, nawet przy dużej prędkości. Części tego kadłuba nie otaczające – na dziobie i rufie okrętu – kadłuba sztywnego, nie są w stanie wytrzymać ciśnienia wody w trakcie głębokiego zanurzenia. Z tego też względu pełnią one funkcję gromadzących wodę głównych zbiorników balastowych okrętu. Superstrukturę okrętu w jednostkach Ohio stanowią wszystkie ich elementy powyżej kadłuba sztywnego, w tym kiosk oraz struktura kadłuba lekkiego ponad wyrzutniami rakietowymi. Opływowy kształt kadłuba lekkiego został zaprojektowany ze szczególnym uwzględnieniem sprawności pływania podwodnego, w oparciu o linię kadłuba opracowaną w programie badawczym USS „Albacore”, po raz pierwszy zastosowaną w okrętach podwodnych z napędem atomowym przy budowie jednostek typu Skipjack.

### Układ napędowy
Podstawę systemu napędowego okrętów Trident stanowi siłownia jądrowa z jednym reaktorem wodnociśnieniowym PWR GE S8G z naturalną cyrkulacją chłodziwa w trakcie pracy z niska mocą. Rozwiązanie to, przez eliminację konieczności używania hałaśliwych pomp wymuszających obieg cieczy chłodzącej, w znaczący sposób zmniejsza poziom generowanych przez okręt szumów. Konstrukcja reaktora powoduje konieczność wymiany rdzenia wraz ze znajdującym się w jego wnętrzu paliwem jądrowym co dziewięć lat. Energia cieplna wytwarzana w reaktorze, za pomocą wymienników ciepła zamieniana jest w odpowiednim generatorze na parę napędzającą dwie turbiny, które przez system przekładni napędzają jeden wał napędowy z jedną śrubą. Moc wyjściowa układu wynosi 60 000 KM. Okręty te dysponują również jednym silnikiem pomocniczym o mocy 325 KM. Taki układ tworzy najpotężniejszą siłownię z jednym reaktorem kiedykolwiek zaprojektowaną dla okrętów podwodnych Stanów Zjednoczonych.

### Układy nawigacji
Efektem przeprowadzenia programu Improved Accuracy Programme (IAP) było zrozumienie, iż podstawą ulepszenia celności pocisku balistycznego wystrzeliwanego spod wody jest nie tylko ulepszenie systemów nawigacji i kontroli pocisku, lecz także ulepszenie systemu nawigacji samego okrętu. Obok opracowania zdolnych do korekcji błędów pozycji początkowej oraz azymutu sensorów gwiezdnych, w wyniku programu IAP ustalono, iż na powstanie błędów celności wpływ maja także dwa inne czynniki. Pierwszym z nich były błędy w informacji dotyczącej prędkości początkowej, które nie były możliwe do skorygowania przez system star sighting. Zauważono, że precyzyjny pomiar prędkości okrętu jest z punktu widzenia celności pocisku na dystansie tysięcy kilometrów sprawą krytyczną. W celu rozwiązania tego problemu, rozważano wiele alternatyw, wybierając ostatecznie system sonaru dopplerowskiego, który dokonuje pomiaru prędkości odbić fali od dna morskiego. Drugim problemem, który musiał być rozwiązany, był początkowy brak wyrównania w pionie systemu naprowadzania pocisku, co jest efektem lokalnych anomalii grawitacyjnych. Z uwagi na fakt, iż urządzenia bezwładnościowe nie są w stanie odróżnić przyspieszeń bezwładnościowych od grawitacyjnych, precyzja nawigacji bezwładnościowej uzależniona jest od dokładności używanego modelu (matrycy) pól grawitacji. Dla dokładności pożądanej dla D-5, lokalne zmiany pola grawitacyjnego mogą skutkować znaczącymi błędami w pomiarach bezwładnościowych.

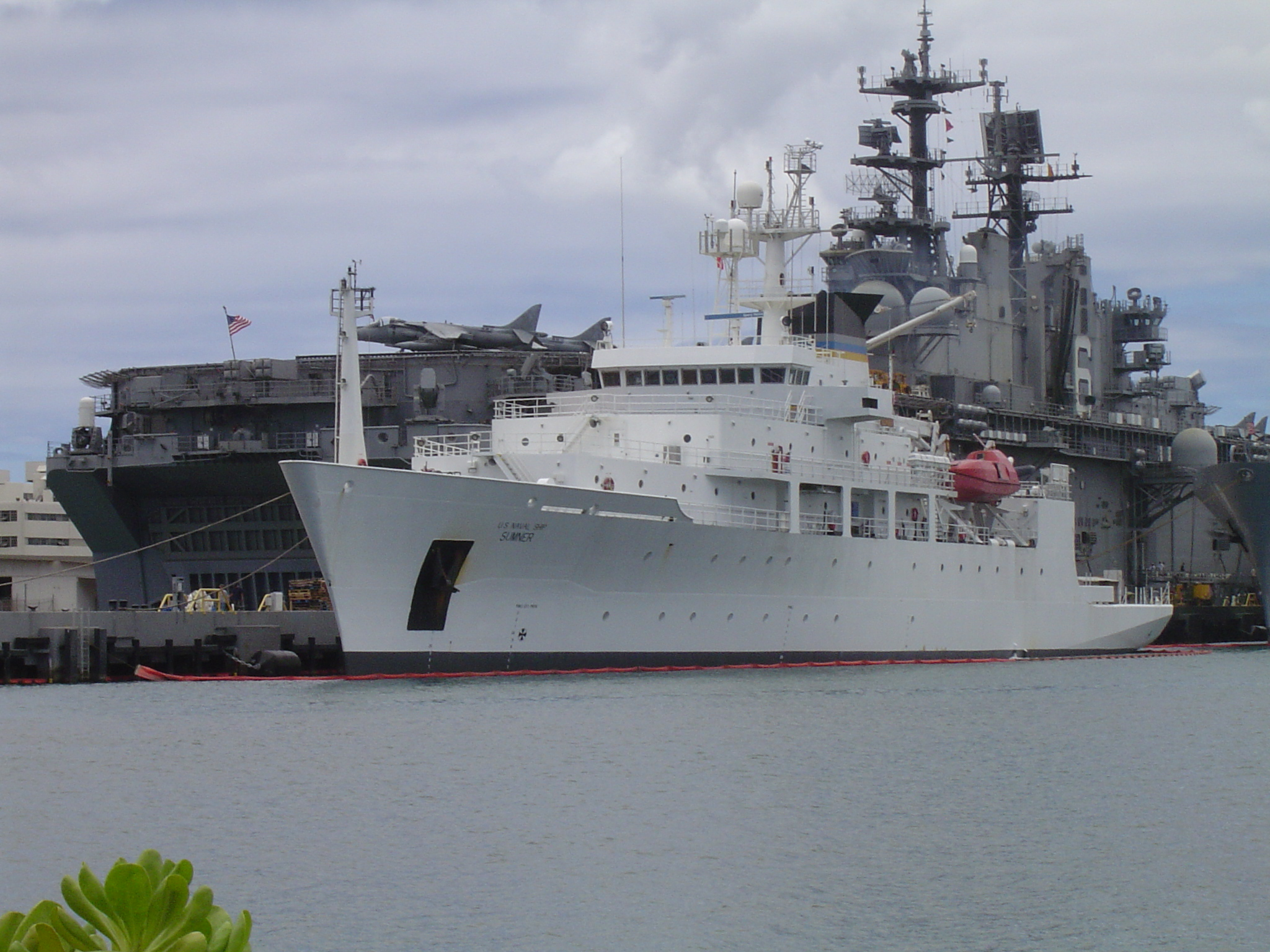
USNS „Sumner” – jednostka badawcza typu Pathfinder, służąca m.in. do pomiaru lokalnych pól grawitacyjnych Ziemi

Jednym ze sposobów redukcji tych błędów było opracowanie dla okrętu pokładowego sensora grawitacji (Gravity Sensor System – GSS). Tego rodzaju czujnik składa się ze stabilizowanej platformy zawierającej gradiometr oraz grawimetr. Gradiometr dokonuje pomiarów stopnia przestrzennych zmian wektora grawitacji, natomiast grawimetr mierzy jego wielkość. Przez stałe monitorowanie lokalnych anomalii grawitacyjnych, system GSS może zredukować wiele błędów, które w innym przypadku mogłyby zostać skumulowane w systemie nawigacyjnym, a następnie przekazane do systemu naprowadzania pocisku. System ten, jakkolwiek interesujący, okazał się zbędny w praktyce. W lipcu 1988 roku „z powodu niewystarczającej sprawności oraz z uwagi na wprowadzenie do użytku innych systemów pracujących z wydajnością przekraczającą wymagania specyfikacji, a także w związku z dokładnością map pól grawitacyjnych przekraczającą oczekiwania”, SSPO anulowało program tego systemu. Stanowisko to podkreśliło wagę innego podejścia do problemu: bardziej dokładnego mapowania geodezyjnego, zarówno satelitarnego, jak i prowadzonego przez nawodne statki badawcze. Dane grawitacyjne zapewniane przez poprzednie satelity – początkowo Transit, a następnie bardziej zaawansowane GEOS III oraz Seasat – były niewystarczające dla systemu Trident II, w związku z czym opracowano do wystrzelenia w 1983 roku nowego satelitę Geosat. Marynarka wojenna Stanów Zjednoczonych wierzyła, iż ulepszone modele grawitacyjne Ziemi – których oczekiwano od Geosat – zapewnią do 10 procent ulepszenia w zakresie celności przy strzałach D-5 z niektórych obszarów, zwłaszcza południowej hemisfery oraz części północnego Pacyfiku, skąd ilość danych badawczych była ograniczona.
Innym aspektem tego samego podejścia do problemu jest program morskich badań hydrograficznych prowadzonych przez jednostki nawodne, podobny do prowadzonego na rzecz nawigacji w systemie rakietowym Polaris. O ile jednak dla systemu Polaris mapowano ukształtowanie dna morskiego, o tyle dla systemu Trident II mapowaniu podlegają także lokalne pola grawitacyjne. Uzyskiwane w ten sposób dane stanowią najdokładniejszą metodę aktualizacji systemu nawigacyjnego okrętu, która eliminuje też konieczność okresowego wynurzania się okrętu podwodnego celem satelitarnej korekcji błędów systemu bezwładnościowego. Tego rodzaju badania są jednak niezwykle drogie oraz czasochłonne, zaś w niektórych rejonach patroli operacyjnych okrętów – z fizycznym zasięgiem D-5, wydają się wręcz niemożliwe do przeprowadzenia. Z tego też względu, mimo iż zasięg Trident II jest znacząco większy od zasięgu Trident I, wymagania dotyczące celności D-5 zostały ustalone na dystansie równym fizycznemu zasięgowi C-4, tj. 4000 mil morskich.
Inną znaczącą zmianą w nawigacji okrętów podwodnych było zastąpienie tradycyjnego bezwładnościowego systemu SINS (Ship’s Inertial Navigation System) systemem elektrostatycznie podwieszonych żyroskopów, które stały się w ten sposób nie tylko „monitorami” ruchu okrętu, ale także pełnoprawnymi „nawigatorami”. Żyroskopy podwieszone w polu elektrostatycznym są mniej wrażliwe na nieprzewidywalne dryfy niż systemy SINS, co redukuje potrzebę zewnętrznego resetu. W konsekwencji każdy okręt typu Ohio wyposażony jest w dwa elektrostatycznie podwieszone żyroskopy. Zachowano jednakże tradycyjne interfejsy zewnętrznych aktualizacji danych nawigacyjnych dla systemów LORAN-C oraz Transit.

### System akustyczny

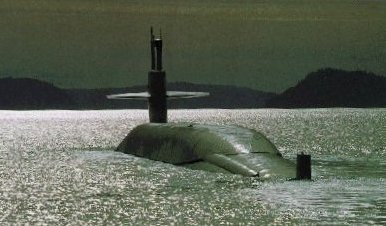
Widoczny na rufie podłużny garb wysuwanej anteny holowanej. Jego większa część znajduje się pod osłoną wyrzutni rakietowych

Podstawowym elementem systemu akustycznego okrętów typu Ohio jest pasywno-aktywny system sonarowy IBM AN/BQQ-6, łączący w sobie pasywne elementy sonarów AN/BQQ-5E oraz Raytheon AN/BQS-13. System posiada też wiele identycznych do zastosowanych w nich części. Podstawowym elementem sonaru jest zintegrowany cyfrowy system składający się ze sferycznej anteny złożonej z 944 elementów działających w zakresie częstotliwości 0,5 – 5 kHz, dwóch pasywnych anten bocznych zawierających 100 przetworników oraz sensorów anteny holowanej TB-23 (według niektórych źródeł, okręty typu Ohio dysponują anteną holowaną TB-29, inne zaś przypisują tym jednostkom antenę TB-16), a także odbiornik emisji wysokiej częstotliwości sonaru aktywnego i aktywny sonar krótkiego zasięgu. W trybie pasywnym AN/BQQ-6 jest systemem identycznym jak stosowany w okrętach typu 688 układ AN/BQQ-5. Wyposażenie dodatkowe BQQ-6 obejmuje urządzenia służące komunikacji podwodnej, badaniu otaczającego środowiska, zapisu magnetycznego oraz akustyczne urządzenia do użytku w sytuacjach awaryjnych. System sonarowy BQQ-6 jest zintegrowany z okrętowym systemem kontroli ognia. Pozostałe dane techniczne systemu są tajne. Aktualnie opracowywany jest system AN/BQQ-5E przeznaczony do zastąpienia systemu BQQ-6.

### Systemy zarządzania walką i kontroli ognia
Podstawowymi systemami kontroli ognia i broni okrętów typu Ohio są systemy kontroli ognia pocisków strategicznych Strategic Missile Fire Control System Mark 98 (Mk 98) oraz zintegrowany system zarządzania walką Combat Control System Mark 2 (CCS Mk 2 Mod 3) wspierany przez cyfrowy system kontroli broni defensywnej Defensive Weapon System / Command System Mark 118 (DWS/CS Mk 118).

#### Układ kontroli ognia
Dostawcą systemu kontroli ognia Mk 98 pocisków balistycznych Trident II D-5 jest General Dynamics Advanced Information Systems. Mk 98 służy w pierwszym rzędzie do przygotowania systemu naprowadzania i nawigacji pocisków balistycznych do lotu oraz kontroli procedury startowej. Układ oparty jest przede wszystkim na cyfrowym komputerze kontroli ognia, zaś w skład całości systemu Mk 98 wchodzą m.in. pomocnicze systemy testowe układów naprowadzania znajdujące się na lądzie i w bazach morskich okrętów Trident oraz elementy treningowe.

#### System zarządzania walką
Odrębnym układem jest dostarczany przez koncern Raytheon zintegrowany system kontroli broni CCS Mk 2, zapewniający okrętom typu Ohio (podobnie jak typu Los Angeles, na których również jest stosowany) wspólny system walki dla wszystkich bojowych podsystemów okrętu. CCS Mk 2 integruje dane pochodzące z sonarów oraz kontroluje procedury celowania i odpalania broni – torped, pocisków manewrujących, pułapek przeciwtorpedowych czy min. System konsoliduje funkcje sonarów, analizy ruchu celów, obrazowania sytuacji taktycznej, zarządzania bronią oraz nawigacji i komunikacji okrętu. Raython wygrał konkurs i otrzymał kontrakt na opracowanie i implementację CCS Mk 2 w 1988 roku. System uzyskał zdolność operacyjną w roku 1995, po czym zastąpił stosowany do tej pory system CCS Mk 1, w tym m.in. zastępując komputer AN/UYK-7 modelem AN/UYK-43. Mark 2 wprowadził także nowoczesny system graficzny bazujący na komercyjnej technologii Silicon Graphics Inc., zapewniającej zaawansowany engine i szybki procesor graficzny wykonujący 8 milionów instrukcji na sekundę (Mips). Najnowszy upgrade (Block Ic) systemu wprowadził m.in. integrację z tzw. otwartą architekturą, a także możliwości obsługi Advanced Tomahawk Weapon Control System oraz Joint Maritime Command Information System, wprowadzając także system zobrazowania pełnokolorowego.
CCS Mk 2 wspierany jest przez system zarządzania walką defensywną DWC/CS Mk 118, kontrolujący zarówno wyrzutnie torped Mk 48 ADCAP, jak również wyrzutnie celów pozornych oraz wystrzeliwanych z wyrzutni torpedowych torped MOSS (Mobile Submarine Simulator) symulujących ruch okrętu podwodnego. Informacje systemu obrazowane są w okrętowym centrum zarządzania i kontroli na trzech monitorach SID (Standard Information Display) OJ-326(V)3/UYK. Dwa monitory SID umieszczone są przy konsolach ACC (Attack Control Console) Mk 92 Mod 1, których operatorzy kontrolują użycie broni, dokonują wyboru stosowanych środków bojowych oraz obronnych. System obrazuje także sytuację taktyczną dla dowódcy okrętu (wraz ze wskazaniem bieżącej pozycji celu). Pochodzący z 1992 roku rosyjski opis systemu Mk 118 stwierdza, iż jest on w stanie śledzić 8 celów jednocześnie oraz naprowadzać dwie torpedy w jednym czasie. Opis ten wydaje się jednak mało wiarygodny, gdyż oznaczałoby to, że system ten ma mniejsze możliwości od starszego systemu Mk 117, a nawet Mk 113 stosowanego od 1962 roku na okrętach podwodnych typu Benjamin Franklin. ACC zintegrowane są z zewnętrznymi wyrzutniami pozoratorów oraz systemem kontroli i zobrazowania tych wyrzutni, a także z konsolą ognia (Weapons Launch Console – WLC) Mk 96 w sekcji torpedowej okrętu. Mk 118 eliminuje większość przełączników oraz układów analogowych, stanowiąc system całkowicie cyfrowy. WLC Mk 96 dokonuje jednak konwersji sygnału cyfrowego na analogowy i przekazuje go Mk 48 oraz MOSS. W przeciwieństwie do poprzednich typów okrętów strategicznych, każda z wyrzutni torpedowych Ohio połączona jest odrębnym obwodem z ACC Mk 92, co – paradoksalnie – w ostatecznym rezultacie zmniejszyło liczbę niezbędnych obwodów z ok. 200 do zaledwie 40. Jest to efektem między innymi zmniejszenia możliwości wyboru rodzajów broni: w wypadku jednostek Trident jedynie Mk 48 oraz MOSS.

### Wyrzutnie rakietowe
W trakcie prac nad koncepcją okrętów Trident rozważano 117 alternatywnych projektów, w których liczba wyrzutni wahała się od 2 do 32 sztuk. Względy efektywności kosztowej przemawiały za około dwudziestoma wyrzutniami – za podobną też liczbą wyrzutni na okręcie o wyporności 14 000 ton opowiadała się marynarka. Tej samej jednak wielkości okręt mógł pomieścić 24 mniejsze wyrzutnie o wielkości niezbędnej dla pocisków EXPO, jednakże Biuro Sekretarza Obrony (Office of the Secretary of Defense – OSD) opracowało zaakceptowane następnie przez prezydenta memorandum, w którym wskazało na potrzebę 24 wyrzutni, jednakże o większych rozmiarach – odpowiednich dla wielkiego pocisku Trident II D-5. Mimo że decyzja ta spowodowała pewne kontrowersje w Kongresie Stanów Zjednoczonych, który przygotowany był już na finansowanie nieco mniejszych jednostek, ta konfiguracja wyrzutni została ostatecznie zrealizowana.

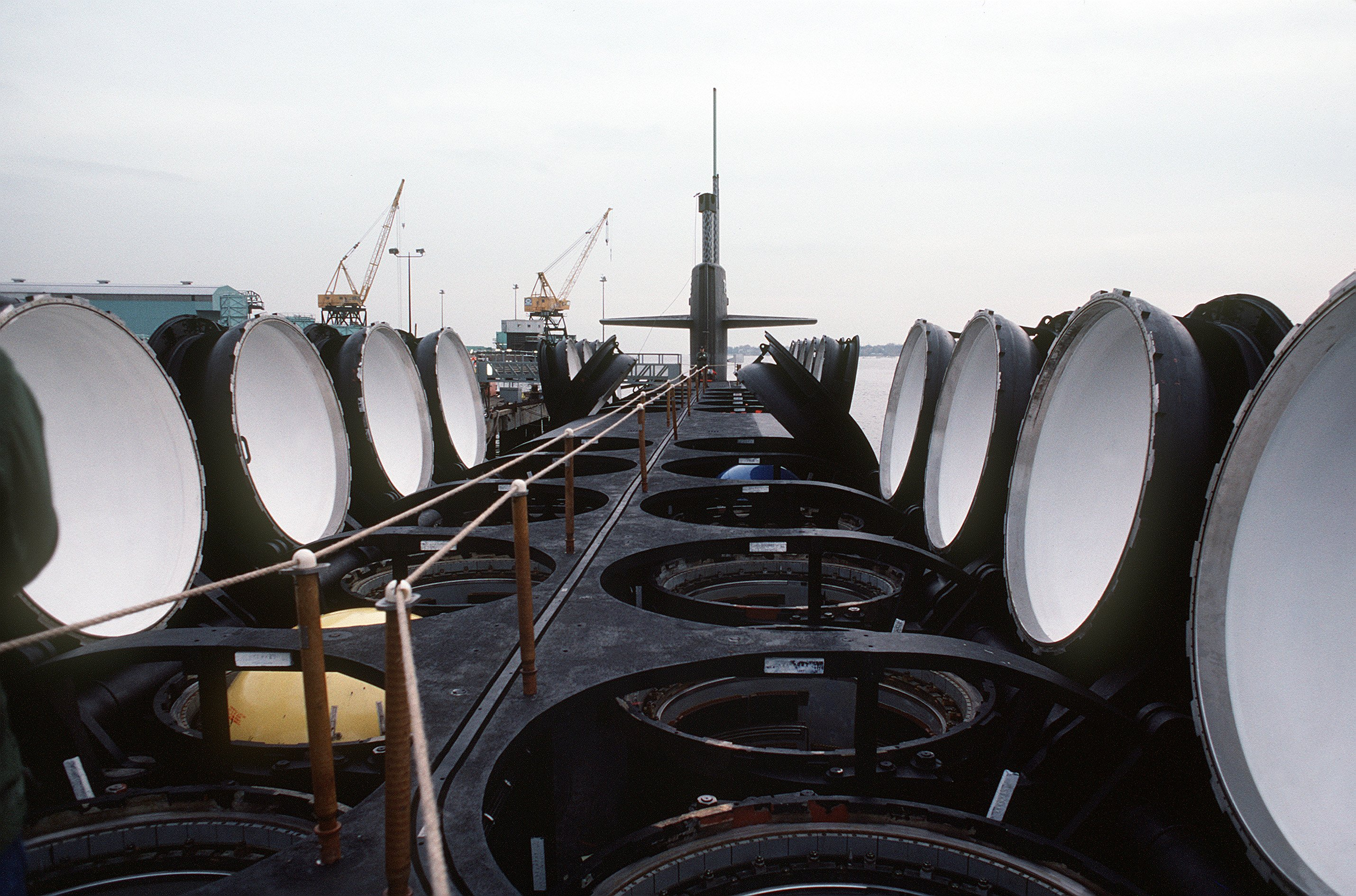
Otwarte wyrzutnie Trident D-5. Widoczna także lekka osłona pocisku w jednej z wyrzutni (druga z lewej)

Odpalenie pocisku D-5 z wyrzutni okrętowej następuje metodą zimnego startu. Po otwarciu pokrywy pokładu pocisk znajduje się wewnątrz wyrzutni, osłonięty od warstwy wody ponad nim przez cienką osłonę, przebijaną podczas startu przez nasadę czołową pocisku. We wcześniejszych generacjach pocisków i okrętów, pocisk wypychany był z wyrzutni oraz spod wody przez sprężone powietrze lub gazy powstające w generatorze na paliwo stałe. Podobna zasada została zachowana dla startów Trident II z okrętu typu Ohio. Z uwagi jednak na połączenie w D-5 dużych rozmiarów pocisku oraz tępo zakończonego nosa, do systemu odpalania pocisku wprowadzono poważną zmianę. Dotychczasowe systemy zimnego startu stosowały mechanizm, w którym energia wypychająca pocisk z wody miała przy każdym strzale stałą wartość. Powodowało to, że prędkość z jaką nos pocisku wynurzał się z wody była większa niż prędkość wynurzania się jego dolnej części – w dopuszczalnych jednakże granicach tolerancji, niestanowiących nadmiernego obciążenia dla pocisku. Rozmiary D-5 oraz kształt jego nasady czołowej powodowały jednak, iż dysonans prędkości obu końców pocisku był zbyt duży. W szczególności, w przypadku gdy wielkość energii u podstawy pocisku była wystarczająca dla jej wynurzenia z wody, wynurzanie szczytu pocisku następowało zbyt szybko. Drugim problemem wiążącym się ze stałą wielkością stosowanej energii było zjawisko kawitacji wywoływanej u szczytu pocisku. Powstające w jej efekcie pęcherzyki powietrza, opadając w dół, wywierały zbyt duży nacisk na jego ściany. Rozwiązaniem obu problemów okazało się zastosowanie systemu wtrysku o zmiennej, regulowanej wielkości energii. W tego rodzaju systemie wielkość energii oddziaływającej na pocisk uzależniona jest od głębokości odpalenia przez odpowiednie dozowanie ilości wody użytej do wytworzenia pary. W ten sam sposób, przez regulację ilości energii użytej do parowania wody, regulacji ulega ilość energii oddziaływającej na pocisk w systemie z generatorem gazów na paliwo stałe. Oznacza to także pewną zmienność temperatury pary/gazu oddziałującego na pocisk, jednakże zmiany te mieszczą się w granicach tolerancji pocisku. Zastosowanie systemu ze zmienną ilością energii wiązało się także z występującą po raz pierwszy koniecznością zastosowania zaawansowanego systemu komputerowego, sterującego ilością używanej wody do odpalenia pocisku.

## Uzbrojenie

### Uzbrojenie jądrowe
Podstawową misją okrętów typu Ohio jest służba w ramach amerykańskiego systemu odstraszania nuklearnego. Okręty podwodne przenoszące odpalane spod wody rakietowe pociski balistyczne (Submarine-launched Ballistic Missile – SLBM) stanowią podstawowy element amerykańskiej strategicznej triady nuklearnej. Związane jest to z tradycyjnym w Stanach Zjednoczonych postrzeganiem systemu SLBM jako najmniej wrażliwego na pierwsze, choćby zaskakujące, uderzenie jądrowe przeciwnika – a przez to „lepszego” systemu strategicznego odstraszania. Element ten – określany pierwotnie jako „system FBM” (Fleet Ballistic Missile) – rozwinął się w Stanach Zjednoczonych w latach pięćdziesiątych XX wieku, po żywiołowej dyskusji w kręgach związanych z marynarka wojenną – z jednej strony, oraz w toku rywalizacji z amerykańskimi siłami powietrznymi – z drugiej. Rozwinięty dzięki poparciu Szefa Operacji Morskich US Navy Arleigha Burkego strategiczny program „41 for Freedom” doprowadził do powstania w ramach marynarki najpotężniejszego amerykańskiego systemu jądrowego. Uzbrojone początkowo w pociski Polaris A-1, a następnie A-2, A-3 i w końcu Poseidon C-3, kolejne typy amerykańskich okrętów podwodnych stanowiły trzon nie tylko jądrowych sił odwetowych amerykańskiej marynarki, lecz także całych Stanów Zjednoczonych. Przekazana w 1960 roku po pierwszym udanym teście podwodnym Polaris A-1 z pokładu USS „George Washington” historyczna depesza do prezydenta Dwighta Eisenhowera o treści „POLARIS – FROM OUT OF THE DEEP TO TARGET. PERFECT” (Polaris – z głębin do celu. Perfekcyjnie) otworzyła nowy rozdział w historii amerykańskiej marynarki wojennej. Zmieniająca się w aspekcie militarnym sytuacja strategiczna w ramach zimnej wojny, a zwłaszcza postęp technologiczny sowieckiego systemu jądrowego oraz antybalistycznego, doprowadziła do konstatacji konieczności opracowania zarówno nowej generacji okrętów podwodnych „ULMS/Trident”, jak też przeznaczonych dla nich nowych pocisków SLBM. Pierwszym systemem rakietowym gotowym do zastosowania w programie ULMS/Trident był system Trident I C-4.

#### Trident IC-4

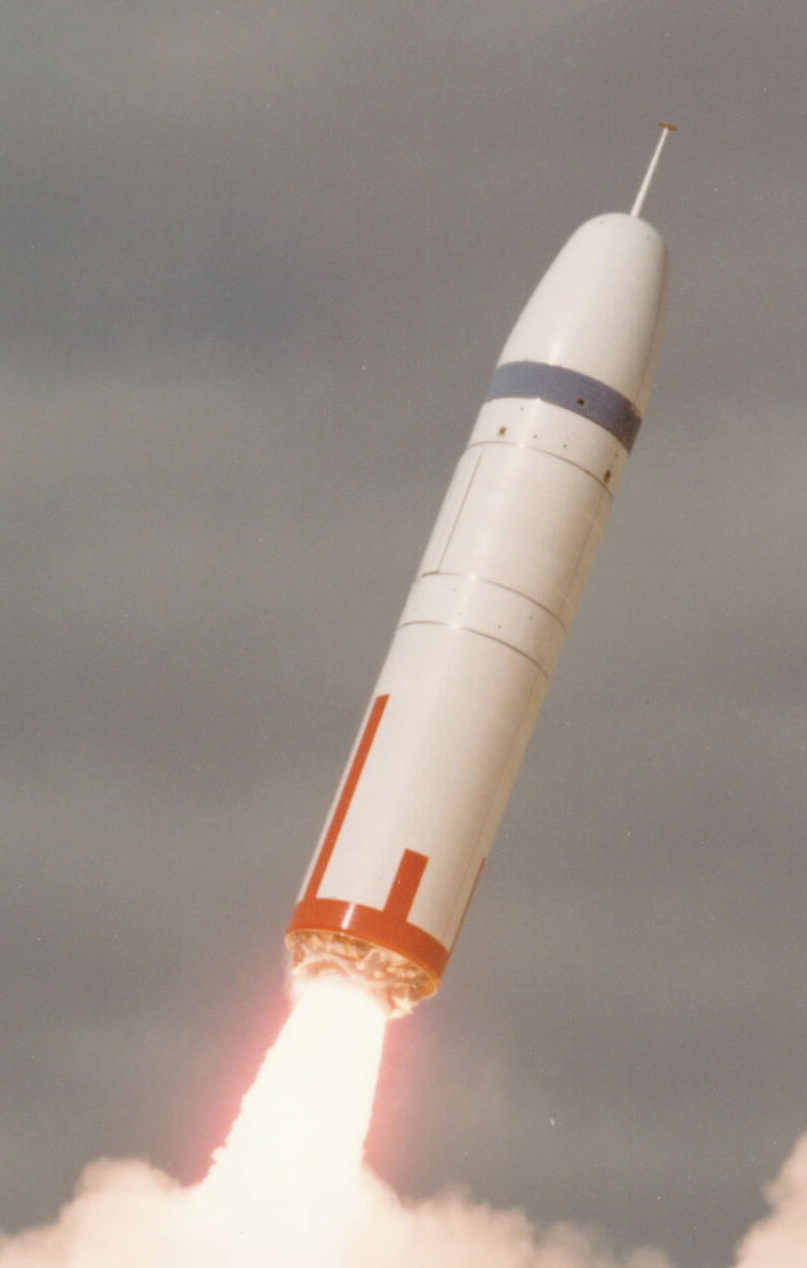
Trident I C-4

Kiedy przygotowano projekt okrętów ULMS i rozpoczynano budowę pierwszych jednostek, program konstrukcyjny przeznaczonych dla nich pocisków nie został jeszcze ukończony. Co gorsza, przewidywano, iż zajmie to jeszcze wiele lat. W tej sytuacji odpowiedzialne za ten program biuro Strategic Systems Project Office (SSPO) zaproponowało tymczasową alternatywę dla tego pocisku w postaci opartego na konstrukcji Poseidona C-3 pocisku zwanego EXPO (Extended Range Poseidon) lub C3D. Dwa pierwsze stopnie trzystopniowego EXPO były w istocie stopniami Poseidona, jednakże nowy pocisk przy maksymalnym zasięgu 4000 mil morskich powinien dorównywać celnością pociskowi C-3 na dystansie 2000 mil morskich, zaś przy każdym skróceniu odległości ataku, celność C-4 miała być wyraźnie lepsza od precyzji Poseidona. W celu zwiększenia zasięgu nowego pocisku, po raz pierwszy w historii amerykańskiego morskiego programu balistycznego zdecydowano się zastosować napęd trzystopniowy. Inną nowością było umieszczenie ostatniego stopnia napędowego wewnątrz mieszczącego głowice oraz układy nawigacji, naprowadzania i kontroli modułu PBV, zamiast pod nim.
Wśród wielu rozważań towarzyszących programowi rozwoju tego pocisku znajdowała się także kwestia przenoszonych przez niego głowic. Rozważano w tym zakresie użycie lekkiej głowicy W-68/Mk 3 o niewielkiej mocy 40–50 kt, ostatecznie jednak zdecydowano się na 8 głowic W76/Mk 4 o mocy 100 kt. Nowy system trzystopniowego napędu na paliwo stałe zastosowany w pocisku C-4 charakteryzował się znacznie większą wydajnością, co w połączeniu z lekkim kevlarowym kadłubem pocisku oraz wysuwaną po starcie teleskopową szpicą aerodynamicznie redukującą opory czołowe, dwukrotnie zwiększało zasięg przy zbliżonej do C-3 wadze pocisku. Wprowadzono również technologicznie nowy post-boost vehicle (PBV), dzięki czemu głowice pocisku mogły być rozmieszczane zarówno w większych odstępach czasowych jak i przestrzennych, co zwiększało efektywność pocisku dzięki możliwości rażenia większego obszaru, a także zmniejszało podatność na zniszczenie wszystkich głowic przez radzieckie egzosferyczne pociski antybalistyczne z głowicami jądrowymi. Układy nawigacji, naprowadzania oraz kontroli pocisku oraz okrętu zapewniały przy tym celność CEP rzędu 222–463 m.
Zastosowanie w Trident I C-4 pierwszych dwóch członów napędowych pocisku Poseidon C-3 umożliwiło opracowanie C-4 w stosunkowo szybkim tempie oraz ich instalację w wyrzutniach dwunastu okrętów Polaris/Poseidon. Celem ich opracowania były jednak nowe okręty systemu rakietowego ULMS/Trident, toteż C-4 tymczasowo weszły do służby na pierwszych ośmiu okrętach ULMS – przemianowanych w międzyczasie na typ Trident. Począwszy od 9. wybudowanej jednostki, każdy okręt tego typu przenosił docelowy już pocisk Trident II D-5. Natomiast na początku pierwszej dekady XXI wieku rozpoczęto program wymiany Trident I na Trident II – na wszystkich przenoszących te pociski okrętach z wyjątkiem przeznaczonych do konwersji na SSGN. Program ten ukończono w październiku 2004 roku, kiedy C-4 usunięto z USS „Alabama”, przed poddaniem tego okrętu okresowemu remontowi, po przejściu którego „Alabama” otrzymała nowe pociski Trident II D-5.

#### Trident IID-5
W ostatecznej konfiguracji systemu rakietowego Trident zastosowano pociski UGM-133 Trident II D-5 o zasięgu ok. 6000 mil morskich – daleko mniejszym niż oryginalne założenie 9000 Mm. Uznano jednak, iż 6 tysięcy mil morskich jest wystarczającym zasięgiem dla okrętu podwodnego znajdującego się w zanurzeniu przy wschodnim albo zachodnim wybrzeżu USA, aby zaatakować bezpośrednio Moskwę. Po zdjęciu z pocisku niektórych głowic zasięg D-5 wzrastał do punktu, w którym okręt w drodze nawet na Ocean Indyjski (np. koło przylądka Dobrej Nadziei) wciąż był w stanie dokonać ataku na stolicę ZSRR. Po pomyślnym zakończeniu programu konstrukcji pocisku z kilkoma niepowodzeniami w trakcie 48 testów, w marcu 1990 r. D-5 wszedł do służby operacyjnej na dziewiątym w kolejności wybudowanym okręcie Trident – USS „Tennessee”.

##### System napędowy

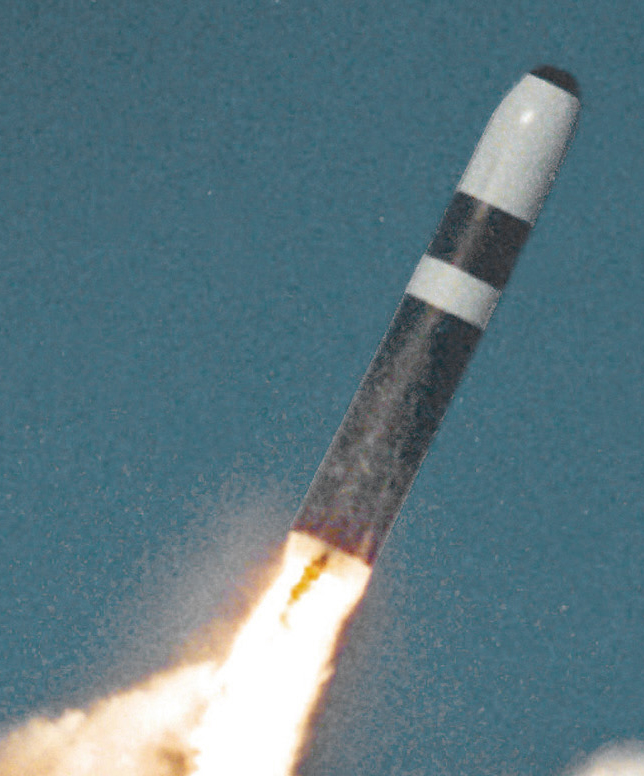
UGM-133 Trident II D-5

Układ napędowy D-5 stanowią trzy człony zawierające silniki Hercules/Morton-Thiokol w dwóch pierwszych stopniach oraz United Technologies Corporation – w trzecim. Jako paliwa do napędu pocisku użyto poli(glikolu etylenowego) plastyfikowanego nitroestrem o nazwie PEG/NG75, zaś w celu zapobieżenia utracie przez pocisk ciągu – scentralizowanego systemu zarządzania energią (GEMS), podobnego technologiczne do systemu zastosowanego w pocisku C-4. Na rozwiązaniu zastosowanym w C-4 oparto także konstrukcję dysz D-5 – w odróżnieniu jednakże od tych pierwszych, dysze D-5 w całości zbudowane są z kompozytów węglowych. Pierwszy stopień napędowy, zapewniający ciąg około 202 600 funtów (892,405 kN), ma 7,92 metra długości i 2,13 metra szerokości oraz masę 29 483,5 kg. Drugi stopień ma 2,43 metra długości i 2,13 metra szerokości oraz masę 8618,25 kg. Trzeci człon napędowy ma 3,04 metra długości i 0,76 metra średnicy oraz masę 1905 kg. Każdy stopień napędowy wyposażono w ruchomą dyszę kierującą wektor ciągu, sterowaną za pomocą wytwarzanego w odpowiednim generatorze gazu. Minimalna odległość lotu Trident II wynosi 2500 km – maksymalna zaś 11 000 km, natomiast z jedną głowicą najprawdopodobniej aż 14 000 km.

##### Głowice bojowe
Pocisk D-5 może przenosić do 14 głowic balistycznych MIRV, jednakże w związku ze zgłoszeniem do zasad ustalania liczby głowic określonych traktatem START I jedynie 8 głowic, liczba MIRV przenoszonych przez Trident II musiała ulec ograniczeniu. Skutkiem tego, do czasu wygaśnięcia tego traktatu 5 grudnia 2009 roku, D-5 przenosiły 8 głowic o mocy 100 albo 475 kt. Ogółem wyprodukowano ok. 400 głowic MIRV W88/Mk 5 dla Trident II o mocy 475 kt. Pozostałe pociski tego typu uzbrojono w głowice MIRV W76/Mk 4 o mocy eksplozji 100 kt. Nie jest jasne, ile okrętów wyposażono w pociski z głowicami W88, ile zaś w W76. Przy wyprodukowanej bowiem liczbie ok. 400 głowic W88, wyposażone w nie mogą zostać pociski dwóch okrętów, istnieją jednak spekulacje, iż wyposażono w nie aż cztery okręty. Oznaczałoby to, że te jednostki przenoszą zarówno pociski z głowicami W88, jak i W76, żaden jednak z pocisków D-5 nie przenosi zarówno jednych, jak i drugich głowic. Wszystkie dwadzieścia cztery pociski jednego okrętu, mieszczące w sumie do 192 głowic, w wersji W88 o mocy 475 kt, posiadają łączną maksymalną moc eksplozji 91 megaton. Dla porównania, wszystkie amerykańskie bomby lotnicze zrzucone podczas II wojny światowej na Europę i Japonię miały łączną moc 2 megaton.
Od 1993 roku testowano Trident II z konwencjonalnymi głowicami wybuchowymi oraz penetracyjnymi. Penetrator planowany był do wyposażenia okrętów Ohio w celu niszczenia wzmocnionych instalacji podziemnych. W 1998 roku marynarka Stanów Zjednoczonych oświadczyła, że głowica Mk 4 była testowana pod kątem zastosowania ulepszonych mechanizmów eksplozji w powietrzu z ładunkiem W76. Co ważne, w latach 2002 i 2005 przeprowadzono z sukcesem testy, które zademonstrowały zdolność głowicy Mk 4 do zmiany kierunku, zasięgu oraz wysokości w fazach środkowej i terminalnej lotu.

##### Nawigacja, naprowadzanie i kontrola
Opracowany w latach siedemdziesiątych i osiemdziesiątych UGM-133A Trident II D-5 stanowi szczytowe jak do tej pory osiągnięcie Stanów Zjednoczonych w zakresie konstrukcji pocisków balistycznych przeznaczonych dla okrętów podwodnych. Ocena ta znajduje uzasadnienie zwłaszcza w zakresie jego celności, gdyż bezwładnościowo-astronawigacyjna konfiguracja układów nawigacji, naprowadzania i kontroli pocisku oraz bezwładnościowo-grawitacyjna nawigacja okrętu, według danych z 1990 roku, zapewniały celność głowic D-5 z CEP 90–120 metrów, a więc na poziomie najnowocześniejszego ówcześnie pocisku balistycznego ICBM Peacekeeper. System naprowadzania tego pocisku zdolny jest umieścić osiem głowic MIRV w okręgu o średnicy 170,7 metra, przy strzale na odległość 4000 mil morskich (7400 km). Co więcej, w 2004 roku, w ramach programu E2 (Enhanced Effectiveness) postępowały prace nad ulepszeniem bezwładnościowo-astronawigacyjnych systemów naprowadzania i kontroli zmierzające do redukcji marginesu błędu celności (CEP) do około 10 metrów.
Po zakończeniu zimnej wojny, pociski Trident II odbywają patrole w pokładach okrętów, jednakże nie są wycelowane w jakikolwiek punkt na Ziemi. Szczególną jednakże cechą D-5 w czasie wprowadzenia tego pocisku do służby była możliwość dowolnej zmiany współrzędnych celu, w każdej chwili w trakcie patrolu (instant targeting). Dotychczasowe amerykańskie pociski nie zapewniały takiej możliwości, a najnowocześniejszy z nich – Trident C-4 umożliwiał programowanie celu jedynie w zakresie kilku celów predefiniowanych przed wyjściem na patrol. W konsekwencji, nie wycelowane normalnie pociski mogą zostać wycelowane w dowolnym momencie w bardzo krótkim czasie.

### Środki obronne
Podstawowym wyposażeniem defensywnym jednostek typu Ohio pozostają opisane wcześniej systemy akustyczne. Systemy te – zwłaszcza pasywne systemy sonarowe – umożliwiają wczesne wykrywanie podwodnych i nawodnych jednostek morskich przeciwnika, mogących stanowić zagrożenie dla bezpieczeństwa okrętu i jego załogi. Systemy akustyczne uzupełniane są także systemami, których zadaniem jest zarówno aktywna obrona okrętu, przez bezpośrednie zwalczanie jednostek morskich przeciwnika za pomocą znajdujących się na pokładzie okrętu wielofunkcyjnych torped ciężkich Mk 48, jak też systemów obrony bezpośredniej.

#### Uzbrojenie torpedowe

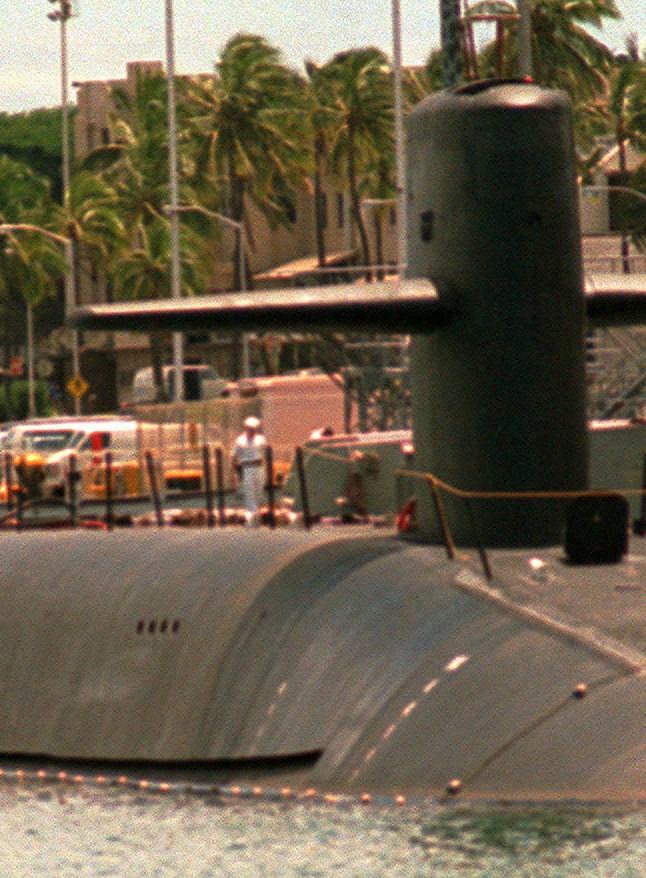
Cztery wyrzutnie pozoratorów Mk 2 tuż za kioskiem USS „Georgia”

Jednostki Trident wyposażone zostały początkowo w torpedy ciężkie Mk 48, a następnie ich unowocześnioną wersję Mk 48 ADCAP. Torpedy te sterowane są aktywno-pasywnym układem naprowadzania, opcjonalnie zaś mogą być sterowane przewodowo, a nawet z połączeniem obu sposobów. Zasięg Mk 48 uzależniony jest od prędkości ataku – 50 km (27 mil morskich) przy prędkości 40 węzłów oraz 38 km (21 Mm) przy prędkości 55 węzłów. Po wystrzeleniu torpedy, zainstalowane w jej kadłubie systemy komputerowe uruchamiają właściwe oprogramowanie wyszukiwania celu, zbierania informacji o nim oraz algorytmy zaawansowanych procedur ataku. Każdy z typów i wersji Mark 48 zdolny jest do wielokrotnego ponawiania ataków w razie chybienia celu.

#### Systemy walki elektronicznej
Systemy walki elektronicznej okrętów typu Ohio stanowią: system ostrzegawczy AN/WLR-10 oraz działające w zakresie częstotliwości od 50 MHz aż do pasma J odbiorniki AN/WLR-8(V). W skład ostatniego z nich wchodzi siedem opartych na ferrogranacie itru odbiorników typu YIG oraz wektorowanych odbiorników superheterodynowych. WLR-8(V) jest zmodyfikowaną wersją taktycznego systemu ESM (Electronic Warfare Support Measure) WLR-8 zapewniającego przechwycenie, obserwację oraz analizę parametrów sygnałów elektromagnetycznych w celu właściwego ostrzegania o zagrożeniu. System ten wykrywa elektromagnetyczną emisję radarową naprowadzanych radarowo pocisków przeciwokrętowych. Zapewnia przy tym pomiar, analizę i ocenę kierunku z jakiego emitowane są fale, częstotliwości, typu modulacji, liczby impulsów w jednostce czasu, szerokości pasma impulsu oraz parametrów ich amplitudy. W odmianie systemu WLR-8(V) – AN/WLR-8(V)2, zastosowano pakiet ekstremalnie wysokich częstotliwości, rozszerzający pasmo częstotliwości emisji wykrywanej przez układ, do fal milimetrowych (EHF). Systemy te wspierane są przez radary AN/BPS-15 albo AN/BPS-16 o mocy odpowiednio 35 i 50 kW, których zadaniem jest obserwacja powierzchni w pasmach I/J.
W celu zapewnienia okrętom możliwości automatycznego akustycznego przechwytywania oraz przeciwdziałania atakowi torpedowemu, na okrętach zainstalowano także opracowany przez Northrop Grumman system AN/WLY-1.

#### System obrony bezpośredniej
Podstawowym elementem systemu obrony bezpośredniej jest osiem wyrzutni Emerson Electronic CSA Mk 2, których zadaniem jest uwalnianie do wody przeciwtorpedowych celów-pułapek sterowanych przez system zarządzania i kontroli AN/WLY-1. Wyrzutnie mają 152 mm średnicy, zaś same pułapki są indywidualnie wybierane w sposób zautomatyzowany oraz wystrzeliwane przez WLY-1. System ten zarządza układem przeciwdziałania, przetwarza zbierane dane opracowując na ich podstawie proponowane sposoby przeciwdziałania dla konkretnej sytuacji taktycznej, zarządza danymi o celach oraz kieruje procedurami odpalenia pułapek.

## Misja okrętów SSBNTrident
Amerykańskie okręty podwodne systemu Trident mają 170 metrów długości, każdy z nich może przenosić 24 pociski zdolne dostarczyć głowice termojądrowe na odległość tysięcy mil morskich. Każda z tych głowic może wywołać eksplozję termonuklearną o sile wielokrotnie przekraczającej moc wybuchu bomby atomowej zrzuconej na Hiroszimę, w odległości nie większej niż 90–120 metrów od celu. Taka zdolność destrukcji jest kulminacją dziesięcioleci rozwoju technologicznego i sześciu generacji pocisków: Polaris A-1, Polaris A-2, Polaris A-3, Poseidon, Trident I oraz Trident II. Podobnie, jak już dziesięciolecia temu okręty systemu Polaris, odbywające patrole na Atlantyku i Pacyfiku okręty podwodne systemu Trident spełniają tylko jedną misję – gotowości do odpalenia wszystkich bądź niektórych przenoszonych przez nie pocisków, w każdym czasie w którym będzie to wymagane. Wypełnienie tej misji wymaga przede wszystkim niezawodnego działania najrozmaitszych technologii.

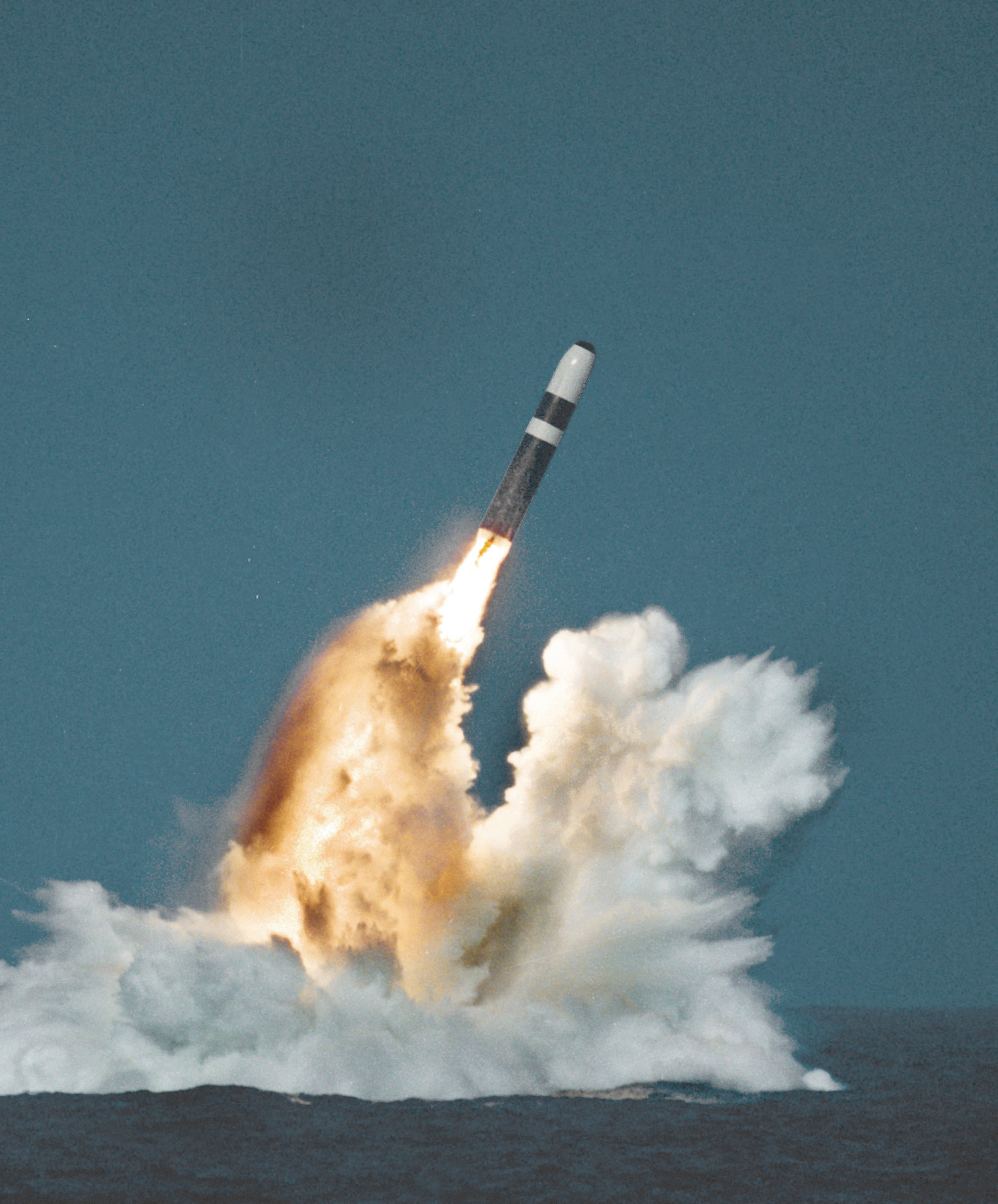
Start Trident II D-5

Schemat patroli amerykańskich okrętów SSBN został ustanowiony przez system Polaris. Patrole okrętów tego systemu z powodu krótkiego zasięgu pocisków ograniczone były początkowo do Morza Norweskiego. Standardową praktyką były tworzone przez trzy okręty jednocześnie „łańcuchy”. Każdemu łańcuchowi przydzielone były dwa zestawy celów, które były „przenoszone” z jednego okrętu na drugi, w połowie jego patrolu. Trzeci okręt pełnił w tym czasie rolę jednostki wsparcia (w tym zaopatrzenia) oraz przejmował pierwszy zestaw celów, w chwili gdy pierwsza jednostka łańcucha wracała z patrolu. W ten sposób, trzy okręty zapewniały ciągłe pokrycie dwóch zestawów celów. Wszystkie następne amerykańskie systemy FBM – wliczając w to systemy z pociskami o większym zasięgu operujące na Atlantyku i Pacyfiku – działają w oparciu o tę samą procedurę operacyjną. System łańcuchów wymaga wysokiego poziomu standaryzacji, gdyż wszystkie okręty łańcucha muszą być wyposażone w taką samą liczbę głowic tego samego typu, a w odpowiednich przypadkach także penetration aids.
W trakcie patrolu, system nawigacyjny okrętów musi dokonywać stałych aktualizacji pozycji oraz przekazywać te dane systemowi kontroli ognia. Także systemy komunikacyjne okrętu pracują w trybie ciągłym, w oczekiwaniu na informacje ze strony dowództwa, zwłaszcza zaś sygnały bojowe, w tym przede wszystkim EAM. Emergency Action Message z rozkazem odpalenia jednego lub większej liczby pocisków, musi pochodzić od najważniejszych w państwie osób, co w pierwszej kolejności oznacza prezydenta oraz sekretarza obrony. Amerykańska polityka w zakresie podjęcia działań nuklearnych nie uznaje zasady, iż brak komunikacji z dowództwem oznacza jego zniszczenie w ataku nuklearnym i nie daje dowódcy okrętu podstawy do odpalenia jego pocisków. W celu ich odpalenia, dowództwo okrętu musi otrzymać wyraźny rozkaz takiego działania. W przeciwieństwie do większości broni nuklearnej w arsenale amerykańskim, głowice jądrowe przenoszone przez amerykańskie okręty podwodne nie zostały wyposażone w permisywny bezpiecznik użycia (Permissive Action Link – PAL), wymagający w celu użycia broni podania specjalnego kodu aktywacji. Zamiast PAL, broń atomową na amerykańskich okrętach podwodnych zabezpiecza konieczność zachowania przez kilka osób jednocześnie ścisłej procedury – niemożliwej do przeprowadzenia przez jakąkolwiek pojedynczą osobę. W przeciwieństwie do należących do sił powietrznych pocisków ICBM, znajdujące się w posiadaniu US Navy pociski SLBM nie utrzymują swoich systemów naprowadzania w stanie permanentnej aktywności. Zamiast tego muszą być stale utrzymywane w odpowiedniej temperaturze, w gotowości do natychmiastowego wzbudzenia. Przeprowadzona na pokładzie okrętu wieloosobowa procedura, uruchamia zarówno proces przygotowania pocisków do startu, jak też – za pośrednictwem systemu kontroli ognia – ich systemów naprowadzania. System kontroli ognia wskazuje systemom nawigacyjnym pocisku kierunek góry w pionie, a następnie zaopatruje je w dane dotyczące celów. Większość z tych danych oparta jest na obliczeniach dokonanych uprzednio na lądzie przez Centrum Broni Nawodnej Marynarki – (NSWCDD) w Dahlgren w stanie Wirginia oraz na przeprowadzonym na szeroką skalę mapowaniu pól grawitacyjnych Ziemi i układów gwiazd. Po przekazaniu wszystkich informacji systemowi nawigacyjnemu pocisku, system kontroli ognia dokonuje ich ciągłych aktualizacji. Tuż przed startem pocisku, wszystkie jego systemy przełączane są na zasilanie wewnętrzne, do systemu nawigacyjnego i naprowadzania przekazywane są ostatnie instrukcje, głowice bojowe otrzymują dane dotyczące żądanego momentu eksplozji, a sam system nawigacyjny rozpoczyna pracę w trybie bezwładnościowym.
Po wprowadzeniu do systemu komendy startu, Trident II wypychany jest z wyrzutni – zwykle niemal nieruchomego okrętu, znajdującego się na głębokości do 100 stóp (ok. 30 m) – za pomocą ciśnienia rozszerzającego się w komorze startowej gazu. Pocisk wypychany jest z siłą pozwalającą na przebicie cienkiej osłony otwartej wyrzutni i wydostanie się ponad lustro wody, po czym po osiągnięciu przez pocisk odpowiedniej wysokości ponad wodą, następuje wysunięcie cienkiej teleskopowej szpicy (aerospike) oraz odpalenie silnika napędowego pierwszego stopnia. Procedura ta nosi nazwę zimnego startu (cold launch), w odróżnieniu od startu „gorącego”, w którym zapłon silnika pierwszego stopnia następuje już wewnątrz wyrzutni. Paliwo stałe każdego z dwóch pierwszych stopni napędowych ulega wypaleniu w ciągu 60 sekund od zapłonu, czas wypalenia trzeciego zaś stopnia napędowego wynosi 40 sekund. W ciągu około dwóch minut od startu, po zapłonie silnika trzeciego stopnia, pocisk rozpędzony jest już do prędkości 6096 metrów na sekundę. Po osiągnięciu prędkości wypalenia (burnout velocity) 29 050 km/h, od trzeciego stopnia napędowego oddziela się przenoszący głowice post-boost vehicle noszący w D-5 nazwę „Post Boost Control System” (PBCS), który manewrując precyzyjnie umieszcza głowice MIRV na trajektoriach prowadzących do przydzielonych im celów, które następnie detonują swoje ładunki nuklearne na ustalonej przed startem pocisku wysokości, albo po uderzeniu w cel.

## Tridenta radziecki morski program balistyczny

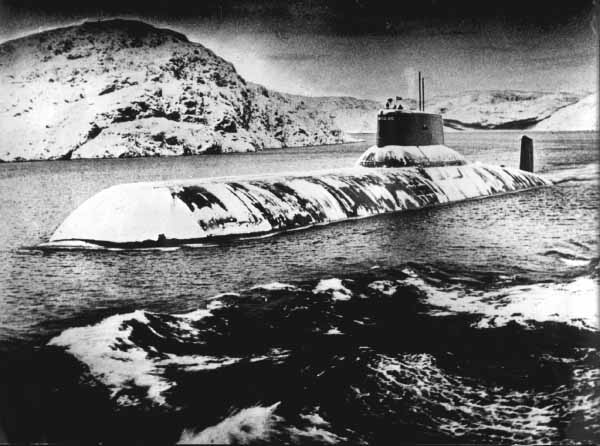
Okręt projektu 941

Amerykański program budowy okrętów Trident przyspieszył budowę okrętów trzeciej generacji w ZSRR. W trakcie spotkania Leonida Breżniewa z prezydentem Geraldem Fordem w listopadzie 1974 r. we Władywostoku, obaj przywódcy uzgodnili formułę traktatu SALT II, nakładającego dalej idące ograniczenia strategicznych broni ofensywnych. Sekretarz generalny KC KPZR zadeklarował jednak, iż jeśli Stany Zjednoczone rozmieszczą system Trident, Związek Radziecki będzie zmuszony rozwinąć program nowego strategicznego okrętu. W rzeczywistości program nowego okrętu balistycznego projektu 941 rozpoczęto już dwa lata wcześniej – w 1972 r. w biurze konstrukcyjnym Rubin, pod kierunkiem Siergieja Kowalowa. W wyniku tego programu powstały okręty projektu 941 Akuła (kod NATO: Typhoon) – największe okręty podwodne spośród kiedykolwiek zbudowanych. W nomenklaturze radzieckiej okręty typu Akuła zwane były ciężkimi, strategicznymi krążownikami podwodnymi. Kowalow i pracownicy jego zespołu przeanalizowali liczne koncepcje projektu, w tym gigantycznego okrętu o długości 235 m – ta koncepcja została zarzucona z powodu braku w Związku Radzieckim suchych doków i innych obiektów o wymaganej dla tak dużych jednostek długości. Ostatecznie biuro Rubin opracowało unikalny i niezwykle innowacyjny projekt, według 441. koncepcji przeanalizowanej przez biuro. W rzeczywistości okręty typu Akuła mają długość porównywalną z jednostkami typu Ohio – 172 m przy 170 m długości tych ostatnich. O ile jednak amerykańskie okręty mają – określaną jako beam – szerokość 11,7 m, szerokość okrętów radzieckich wynosi 23,2 m, a wyporność podwodna 48 000 ton – trzykrotnie większa od wyporności okrętów typu Ohio. Okręty projektu 941 miały rezerwę wyporu hydrostatycznego wynosząca około 48%, podczas gdy okręty Ohio – jedynie około 15%. Rezerwa ta pomaga w zmniejszeniu zanurzenia jednostki, a także znacznie ułatwia przebicie się okrętu przez lód, a zwłaszcza pak lodowy w celu wystrzelenia pocisków (25 sierpnia 1995 roku jeden z okrętów proj. 941 wynurzył się na biegunie północnym, przebijając przed wystrzeleniem pocisku R-39 około 2,5-metrową warstwę lodu). Należy jednak wziąć pod uwagę fakt, iż w odróżnieniu od floty radzieckiej, marynarka amerykańska nie wykorzystuje z reguły paku lodowego wód arktycznych do ukrycia okrętów balistycznych.

## Wpływ traktatów rozbrojeniowych na systemTrident

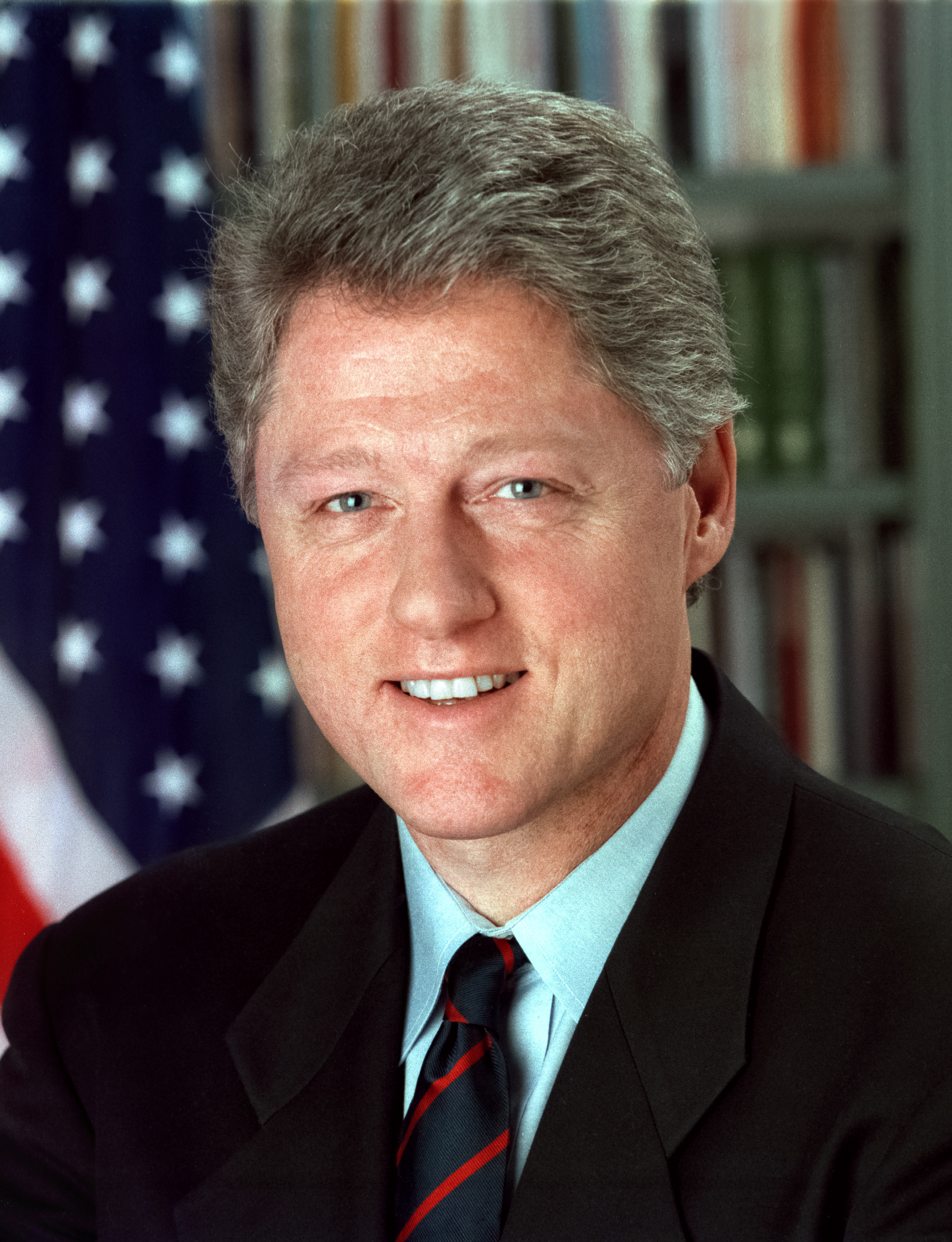
Prezydent Bill Clinton

Istotny wpływ na zdolność bojową amerykańskich morskich systemów balistycznych, w tym Trident, miały kolejne traktaty pomiędzy USA a ZSRR. Podpisany w 1979 roku traktat SALT II ograniczył do maksymalnie 14 liczbę głowic przenoszonych przez pociski SLBM. Jakkolwiek w związku z radziecką interwencją w Afganistanie prezydent Carter wycofał traktat z Senatu Stanów Zjednoczonych i zawiesił ratyfikację SALT II, a co za tym idzie – traktat nigdy nie wszedł formalnie w życie, Stany Zjednoczone aż do 1986 roku przestrzegały jego postanowień. Podpisany 31 lipca 1991 roku traktat START I (którego okres obowiązywania dobiegł końca 5 grudnia 2009 roku) ograniczył zarówno liczbę głowic każdej ze stron do 6000, w tym liczbę głowic przenoszonych przez pociski balistyczne do 4900 oraz łączny udźwig (throw-weight) pocisków ICBM i SLBM do 3600 ton. Ograniczenia te musiały znaleźć odbicie także w rozmiarach amerykańskiego systemu FBM. Bezpośrednim początkowym skutkiem tego traktatu było ograniczenie liczby zaplanowanych do budowy okrętów typu Ohio z 24 do 18 jednostek oraz wspomniane wyżej ograniczenie liczby głowic w pociskach Trident do ośmiu. Kolejnym skutkiem START I była zawarta w opracowanym w 1994 roku przez administrację prezydenta Clintona Nuclear Posture Review (NPR), określającym w formie rekomendacji koncepcję ograniczeń w amerykańskich siłach jądrowych pod kątem traktatu START II. Ograniczenia te obejmować miały m.in. zmniejszenie strategicznej floty FBM do 14 okrętów Trident, uzbrojonych wyłącznie w pociski D-5 oraz dalsze zmniejszenie liczby głowic w jednym pocisku do czterech. Zgodnie z tą rekomendacją, piąta do ósmej jednostki typu Ohio (SSBN-730 do 733) miały zostać przezbrojone z pocisków Trident I C-4 na pociski Trident II D-5. Rekonfiguracja amerykańskiego systemu FBM z 18 okrętów Trident przenoszących C-4 i C-5, na 14 jednostek przenoszących wyłącznie pociski D-5 oparta była na oczekiwaniu wejścia w życie traktatu START II, który – jak się później okazało – nigdy ostatecznie nie nabrał mocy prawnej. Ustawa budżetowa na rok 1998 wprost zakazała jednak redukcji amerykańskich sił nuklearnych poniżej poziomu określonego traktatem START I, dopóki traktat START II nie wejdzie w życie. Zakaz ten został przedłużony na następny rok kolejną ustawą budżetową, a ustawa budżetowa na rok 2000 uczyniła ten zakaz permanentnym. Następne akty Kongresu Stanów Zjednoczonych umożliwiły jednakże zmniejszenie amerykańskich sił strategicznych nawet poniżej poziomu określonego przez START I, o ile prezydent zagwarantuje Kongresowi, że redukcje nie podkopią efektywności strategicznych sił nuklearnych USA. Zarówno Kongres Stanów Zjednoczonych, jak i wiele osób spoza środowisk politycznych, popierało prezydencką rekomendację konwersji czterech pierwszych jednostek z SSBN na przenoszące pociski manewrujące okręty SSGN, widząc w tym dobry sposób na przedłużenie ich służby o kolejne 20 lat, a także wzmocnienia floty okrętów SSN, która od czasu zakończenia zimnej wojny uległa znacznej redukcji. Opracowana w 2002 roku NPR administracji prezydenta George’a Busha podtrzymała ideę zmniejszenia systemu FBM amerykańskich sił strategicznych do czternastu jednostek. Jakkolwiek idea konwersji jednostek do SSGN spotkała się z szerokim poparciem, wiele uznanych osobistości – w tym szanowany na świecie autor fachowych opracowań na temat okrętów podwodnych i analityk Norman Polmar – wyrażało sceptycyzm wobec tej koncepcji. Podnoszono na przykład, iż połączenie w jednym okręcie zarówno typowych zadań SSGN (przenoszenie niestrategicznych pocisków rakietowych) z zadaniami wsparcia misji sił specjalnych, utrudni wykonywanie tych pierwszych.

### Konwersja okrętów
Zgodnie z przyjętym przez administrację Clintona stanowiskiem z 1994 roku oraz w związku z prezydenckim zaleceniem zmiany struktury amerykańskich strategicznych sił jądrowych, a także w związku z postanowieniami traktatu START II (który ostatecznie nigdy formalnie nie wszedł w życie), liczba okrętów przenoszących 24 pociski balistyczne została ograniczona do 14. Okręty, z których zdjęto wyposażenie balistyczne, przekształcone zostały na potrzeby misji specjalnych oraz do przenoszenia taktycznych pocisków woda-ziemia (TLAM) oraz przeciwokrętowych (TASM).

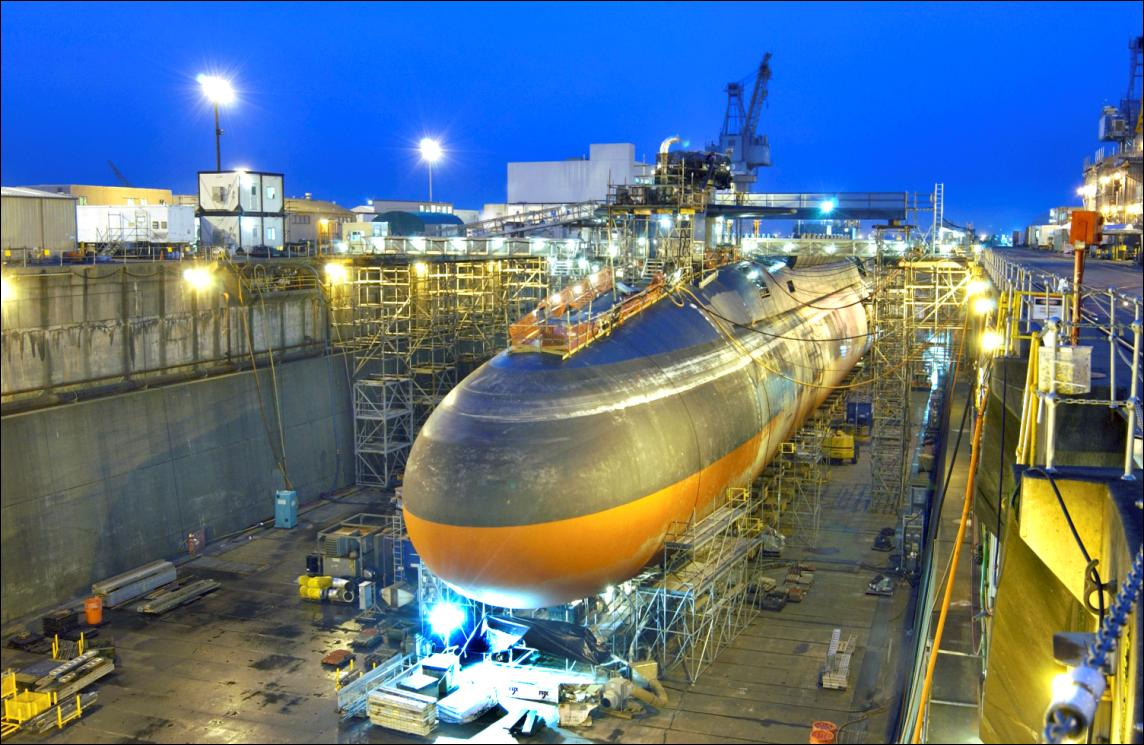
„Ohio” w trakcie konwersji

18 grudnia 2003 roku Marynarka Wojenna ogłosiła, że stocznia Electric Boat otrzymała warty 222 miliony dolarów kontrakt na przekształcenie pierwszego okrętu SSBN typu Ohio, w okręt typu Ohio Class Guided Missile Submarine (SSGN). Na skutek wykonania tego kontraktu, USS „Ohio” (SSBN-726) przekształcony został w USS „Ohio” (SSGN-726). W ten sam sposób przekształcone następnie zostały kolejne okręty: „Michigan” (SSBN-727), „Florida” (SSBN-728) oraz „Georgia” (SSBN-729), odpowiednio w SSGN-727, SSGN-728 i SSGN-729, przy czym SSBN-728 przebudowywany był przez stocznię Norfolk Naval Shipyard.
Modyfikacja Ohio Class Guided Missile Submarine zastępuje pociski balistyczne 154 pociskami Tomahawk w 22 wyrzutniach oraz umożliwia prowadzenie z pokładów tych okrętów operacji jednostek specjalnych. Osiem z tych wyrzutni może być wymiennie używane jako komory ładunków sił specjalnych. Po zakończeniu tych modyfikacji, a także po zastąpieniu wszystkich pozostających dotychczas na wyposażeniu tego typu jednostek pocisków Trident I C-4 pociskami Trident II D-5, okręty te bazują w dwóch bazach marynarki: Naval Submarine Base Kings Bay w Georgii oraz Bangor Naval Submarine Base (Kitsap) w stanie Waszyngton. Przekształcone jednostki zdolne są do transportu do 66 członków SEAL lub innych grup bojowych.

#### Zakres konwersji
- Wyrzutnie SLBM numer 1 i 2 zostały zamienione na komory dla personelu SOF (Special Operations Forces). Każda z tych komór umożliwia dostęp do podwodnych pojazdów ASDS oraz pomostu DDS (Dry Deck Shelter). Dla potrzeb personelu SOF zaadaptowano także osiem innych powierzchni każdego z okrętów[41].
- Wyrzutnie numer 3 do 24 zostały przekształcone na wyrzutnie siedmiu pocisków SLCM Tomahawk każda (łącznie 154 pociski). Alternatywnie, wyrzutnie nr 3 do 10 mogą mieścić dodatkowe wyposażenie SOF – w takim przypadku okręt może przenosić do 98 pocisków SLCM w wyrzutniach 11–24[41].
- System kontroli ognia SLBM Mk 98 został zastąpiony taktycznym system kontroli ognia pocisków manewrujących oraz szeregiem innych systemów w całej przestrzeni okrętów[41].

Dodatkowo, wszystkie cztery okręty, które planowo powinny być zdezaktywowane w latach 2003–2005, przeszły remont przedłużający okres służby, obejmujący także wymianę rdzenia reaktora wraz z paliwem jądrowym.

##### Advanced SEAL delivery system

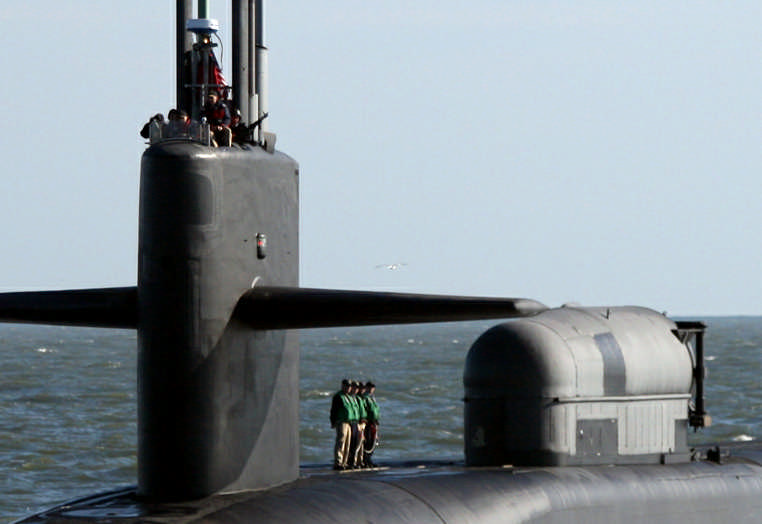
ASDS na pokładzie USS „Georgia”

Pierwsze dwie od dziobu okrętu wyrzutnie pocisków balistycznych każdego z poddanych konwersji okrętów zostały przekształcone na komory służące do przechowywania Advanced SEAL Delivery System (ASDS). ASDS jest opracowanym i dostarczanym przez Northrop Grumman podwodnym pojazdem służącym do transportu pododdziałów specjalnych oraz sprzętu bojowego. Wyposażony jest w zestaw sonarów, system nawigacji satelitarnej (GPS) oraz bezwładnościowej, systemy komunikacyjne oraz wsparcia elektronicznego (Electronic Support Measures – ESM). Obok okrętów SSGN, do przenoszenia ASDS przystosowanych zostało także sześć okrętów typu Los Angeles oraz wszystkie jednostki typu Virginia. Możliwy jest także ich transport w ładowniach samolotów C-5 Galaxy oraz C-17.
System umożliwia transport do 16 członków oddziałów SEAL lub EOD w pobliże ich celów, z koniecznością krótkiego jedynie przepłynięcia wpław lub w zanurzeniu.

##### Submarine-Launched Cruise Missile

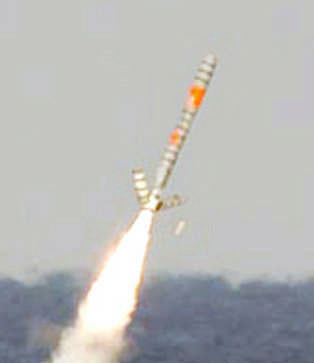
SLCM TLAM po wystrzeleniu z USS „Florida”

Po początkowym osiągnięciu przez morskie pociski manewrujące (Submarine-Launched Cruise Missile – SLCM) wysokiego znaczenia w hierarchii amerykańskiego uzbrojenia, ich rola stopniowo malała wraz ze wzrostem znaczenia pocisków odpalanych z powietrza (Air-Launched Cruise Missile – ALCM). Podstawowym argumentem podnoszonym przeciwko używaniu przez okręty pocisków typu cruise, było odciąganie jednostek od ich pierwszoplanowych zadań oraz „konkurencja” o ograniczoną przestrzeń na pokładzie. Rozważaniom podlegała także użyteczność tego rodzaju pocisków w marynarce, o ile miały być uzbrojone jedynie w głowice konwencjonalne. Sytuację tę zmieniły dopiero sukcesy opracowanych w ZSRR pocisków P-15 Termit (NATO: Styx, SS-N-2) przeciwko izraelskim (1966 r.) i pakistańskim (1971 r.) niszczycielom, a także osiągnięcia francuskich pocisków Exocet przeciwko marynarce brytyjskiej (1982 r.), które wstrząsnęły marynarkami wojennymi na świecie. Konstatując wzrost roli morskich pocisków samosterujących, w latach 1977 do 1981 planowana liczba rozmieszczonych w US Navy pocisków tego rodzaju wzrosła z 1200 do 3994 sztuk. Pierwszymi rozmieszczonymi morskimi pociskami manewrującymi były konwencjonalnie uzbrojone pociski przeciwokrętowe oraz woda-ziemia, dyslokowane w marcu 1983 roku na pokładzie pancernika USS „New Jersey”. W porównaniu do Exocet, morskie pociski Tomahawk miały dziesięciokrotnie większy zasięg oraz czterokrotnie większą masę głowicy, oferowały też kilka dodatkowych usprawnień. Zapoczątkowany w 1972 roku rozwój morskiego pocisku manewrującego doprowadził do pierwszego testu ze startem podwodnym w 1978 roku. Pociski, które w 1983 roku weszły do służby na pokładzie USS „New Jersey”, znane były jako BGM-109 Tomahawk. Trzy lata później (1986 r.) dokonano jednak podziału klasyfikacyjnego tych pocisków: na odpalane z okrętów nawodnych RGM-109 oraz UGM-109 odpalane z zanurzonych okrętów podwodnych.
Oryginalnie, zaplanowano trzy wersje pocisku odpalane z okrętów nawodnych oraz podwodnych:
- UGM-109A TLAM-N (Tomahawk Land Attack Missile – Nuclear);
- UGM-109B TASM (Tomahawk Anti-Ship Missile);
- UGM-109C TLAM-C (Tomahawk Land Attack Missile – Conventional) z głowicą konwencjonalną.

W 1989 roku weszła jednak do służby czwarta wersja pocisku – UGM-109D TLAM-D z konwencjonalną głowicą wyposażoną w subamunicję, a następnie sieciocentryczny Tactical Tomahawk (2002).
Marynarka zaplanowała wprowadzenie SLCM uzbrojonego w głowice nuklearną jako ostatni wprowadzony do służby pocisk tego rodzaju. Wkrótce jednak TLAM-N uzyskał wyższy priorytet, co znalazło odbicie we wprowadzeniu go do wstępnej gotowości operacyjnej (IOC) w czerwcu 1984 roku, zarówno na okrętach podwodnych jak i nawodnych (z zasięgiem 1400 mil morskich). Po przeprowadzeniu w późnych latach siedemdziesiątych dyskusji nad sposobami startu SLCM, marynarka odrzuciła początkowo koncepcję startu z pionowych wyrzutni VLS zmodyfikowanych okrętów Polaris-Poseidon, decydując się na start z wyrzutni torpedowych okrętów myśliwskich typu Los Angeles. Dalszy rozwój technologiczny oraz kwestie prawne zdecydowały o umieszczeniu pocisków SLCM w zmodyfikowanych wyrzutniach pionowych okrętów Trident, a także w specjalnie do tego celu zaprojektowanych wyrzutniach VLS wielozadaniowych jednostek typu Virginia.
W wyniku przekształcenia, 4 najstarsze okręty Trident przenoszą do 154 pocisków UGM-109 Tomahawk (SLCM Tomahawk), po siedem pocisków w każdej z 22 zmodyfikowanych do tego celu wyrzutni SLBM, pełniących aktualnie rolę wyrzutni typu VLS. Waga każdego z pocisków UGM-109 wraz z mieszcząca go kapsułą wynosi 1950 kg, długość wraz silnikiem startowym 6,25 m, rozpiętość skrzydeł zaś 2,62 m.

#### Harmonogram konwersji
Konwersja każdego z czterech przekształconych okrętów trwała około dwóch lat, zaś jej koszt wyniósł około 1 miliarda dolarów. Pierwsze dwa przeznaczone do przekształcenia okręty zostały wykreślone ze służby w siłach strategicznych na początku 2003 roku, po czym przeszły do stoczni celem przeprowadzenia generalnego remontu, po którym – począwszy od 2004 roku – zostały poddane procesowi przekształcenia. Pierwszą jednostką, która ukończyła ten proces był USS „Ohio”, który w styczniu 2006 roku powrócił do służby jako SSGN, a status operacyjny osiągnął 1 listopada 2007 roku. Zgodnie ze źródłami marynarki, „Georgia” oraz „Florida” miały powrócić do służby po konwersji w 2008 roku. Według oświadczenia dyrektora Strategic Submarine Program (SSP) – admirała Stephena Johnsona natomiast, wszystkie cztery przekształcone okręty powróciły do służby do połowy 2008 roku, pełniąc rutynową służbę patrolową po dwie jednostki w każdym czasie.

#### Misja jednostek SSGN

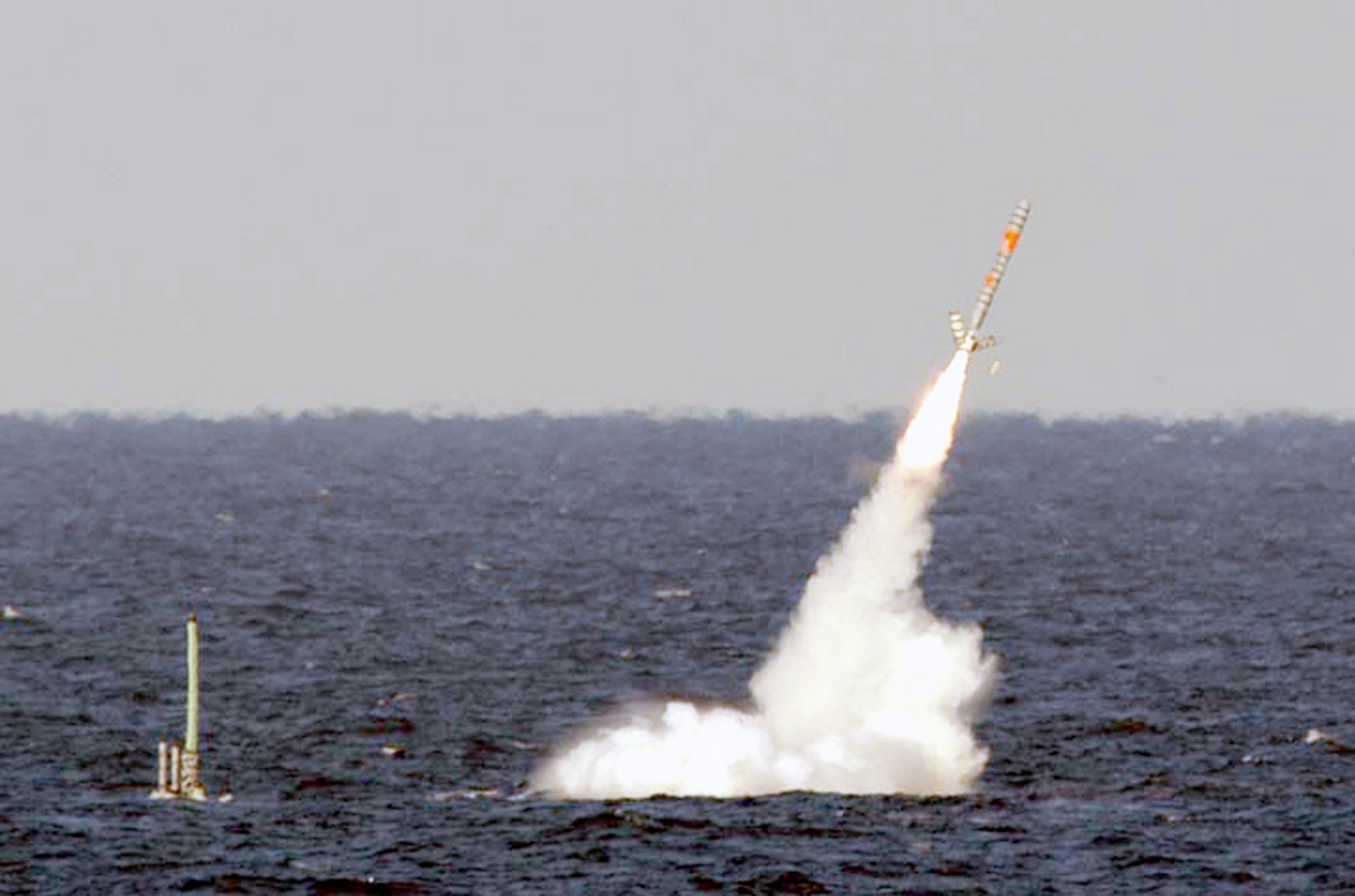
Start pocisku manewrującego z okrętu SSGN

Podobnie jak okręty SSBN, jednostki SSGN operują z dwoma załogami („niebieską” i „złotą”). W rezultacie, z każdych dwóch jednostek będących w danej chwili na patrolu, co najmniej jedna znajduje się w pobliżu wybrzeża aktualnego, bądź potencjalnego przeciwnika. Okręty SSGN operują jako wysunięte skryte platformy uderzeniowe (np. za pomocą pocisków woda-ziemia) lub wsparcia sił specjalnych. W ramach koncepcji skrytych platform uderzeniowych, jednostki te zapewniają wypełnienie znacznej części zapotrzebowania danego teatru działań na uderzenia za pomocą pocisków Tomahawk. Odciąża to klasyczne jednostki nawodne i podwodne klasy SSN, pozwalając im tym samym skupić się na innych zadaniach.
W misji wsparcia sił specjalnych, okręty SSGN zastąpiły USS „James K. Polk” oraz „Kamehameha” – dwie jednostki starej generacji SSBN typu Benjamin Franklin, przekształcone po zakończeniu przez nie służby w siłach strategicznych na okręty SSN, ze szczególnym uwzględnieniem transportu personelu sił specjalnych. „Polk” został ostatecznie wykreślony z rejestru marynarki po 33 latach służby, „Kamehameha” zaś w roku 2002 – po 36 latach od przyjęcia w skład US Navy.

## Przyszłość systemuTrident

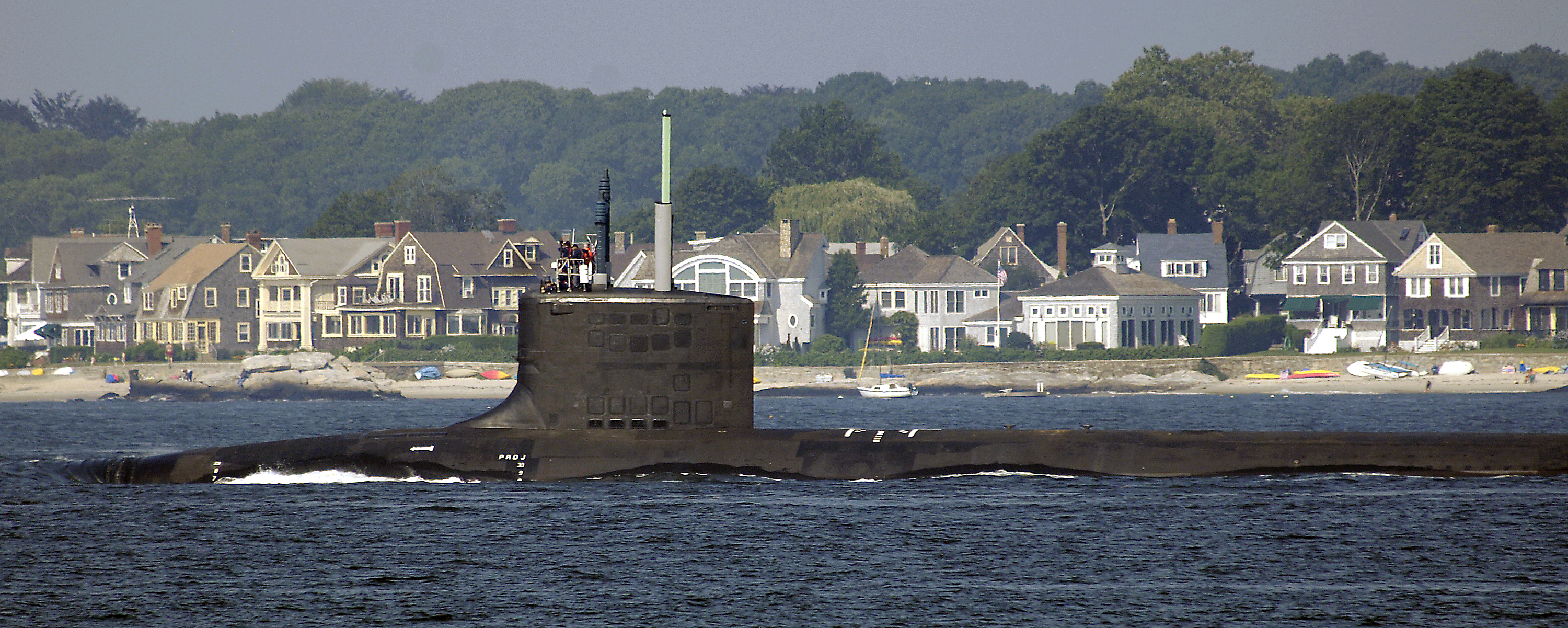
USS „New Hampshire” typu Virginia NSSN, potencjalny pierwowzór okrętów SSBN-X

W 2009 roku marynarka wojenna Stanów Zjednoczonych dysponowała flotą 14 strategicznych okrętów podwodnych typu Trident/Ohio, przenoszących pociski Trident II D-5. Ostatnie jednak analizy określają zapotrzebowanie US Navy na tego typu okręty na poziomie 12 jednostek i w tej liczbie okręty te mają dotrwać do roku 2027, na kiedy planowane jest rozpoczęcie procesu wycofywania ich ze służby. Jak wynika z informacji amerykańskiego Departamentu Obrony, w roku 2025 ma się rozpocząć proces przekazywania do służby nowego typu podwodnych jednostek przenoszących pociski balistyczne, określanych dziś mianem SSBN-X Future Follow-on Submarine. Do niedawna jeszcze, rozważane były dwie koncepcje okrętów SSBN-X – w myśl pierwszej z nich, nowe okręty oparte miały być na programie wielozadaniowych okrętów podwodnych typu Virginia, w myśl drugiej zaś koncepcji, powstać miały całkowicie nowe – dedykowane – jednostki, od początku konstruowane jako nowe okręty balistyczne. Według najnowszych informacji, najprawdopodobniej będą to ostatecznie jednostki oparte na okrętach typu Virginia, przy czym w odróżnieniu od współczesnych okrętów typu Ohio, przenosić będą nie 24, lecz 16 pocisków co stanowi w tym zakresie powrót do konstrukcji okrętów Polaris/Poseidon. Dotychczas prowadzone były jedynie analizy i inne prace studialne nad nowymi okrętami, w których obok marynarki wojennej uczestniczyły także stocznie Electric Boat i Newport News. 6 kwietnia 2009 roku jednakże, sekretarz obrony Stanów Zjednoczonych Robert Gates w trakcie prezentacji planów budżetowych na rok 2010 zapowiedział oficjalne uruchomienie programu nowych okrętów SSBN. Zgodnie z tą prezentacją, w projekcie budżetu US Navy na rok 2010 znaleźć się miała również kwota 560 milionów dolarów na zapoczątkowanie programu “Advanced Submarine System Development” zmierzającego do konstrukcji i przygotowania budowy następców okrętów typu Ohio.
Wprowadzenie do służby nowego typu okrętów wiązać się będzie najprawdopodobniej z koniecznością wprowadzenia do służby nowego typu pocisków SLBM. Może to pociągnąć za sobą rozwój projektu następcy Trident D-5 – Trident E-6, albo też pocisku według zupełnie nowej koncepcji. Tymczasem jednak brak jest publicznie dostępnych materiałów przybliżających w szczegółach nowy system rakietowy.